# زنجان
زَنجان (، تغییر کرده زَنگان) مرکز استان زنجان و شهرستان زنجان است که در شمال غربی ایران واقع شده است؛ و براساس آمار منتشر شده با ۴۳۰٫۸۷۱ نفر جمعیت در سال ۱۳۹۵ خورشیدی، بیستمین شهر کشور از لحاظ جمعیت محسوب می‌شود.
شهر زنجان با موقعیت ویژه جغرافیایی و برخورداری از جاذبه‌های تاریخی-مذهبی و طبیعی به‌عنوان یکی از شهرهای مهم ایران و به‌عنوان نماد مذهبی منطقه شمال غرب کشور شناخته می‌شود؛و به عنوان پایتخت شور و شعور حسینی در ایران، لقب گرفته است.
زنجان با برخورداری از تاریخ و تمدن پربار، آثار تاریخی و مذهبی فراوانی را در خود جای داده است که از آن جمله می‌توان به بازار زنجان که طولانی‌ترین بازار ایران است؛ اشاره کرد که قدمت آن به دوره قاجار می‌رسد.
گنبد سلطانیه یکی از آثار عظیم و شکوهمند دورهٔ امپراتوری ایلخانیان است که پس از کلیسای سانتاماریا در فلورانس ایتالیا و مسجد ایا صوفیه استانبول سومین بنای بزرگ تاریخی و آجری در جهان است و در فهرست میراث جهانی نیز ثبت شده است.
زنجان با پیشینه فرهنگی و تاریخی کهن خود، مهد بسیاری از بزرگان و اندیشمندان تاریخ ایران است. شهاب الدین سهروردی معروف به شیخ اشراق، فیلسوف و صاحب مکتب اشراق از فیلسوفان و اندیشمندان این دیار است و به پاس بزرگداشت ایشان، روز ۸ مرداد ماه در تقویم ایران با نام روز زنجان نامگذاری شده است.
این شهر از نظر صنایع دستی و هنر صنعتکاران از شهرهای مهم و شاخص ایران محسوب می‌شود. و زنجان پایتخت صنایع دستی فلزی ایران به‌شمار می‌آید،  ازجمله صنایع مهم شهر می‌توان به ملیله کاری، چارق دوزی، چاقوسازی و مسگری اشاره کرد.
نام زنجان، عربی‌شدهٔ واژهٔ زنگان است. مردم منطقه هنوز هم تلفظ زنگان را به کار می‌برند. شهر زنجان در دره زنجان‌چای از شاخه‌های قزل‌اوزن قرار گرفته و سر راه جاده و راه‌آهن تهران به ارومیه و تبریز می‌باشد.

## نام
در مورد وجه تسمیه شهر زنجان تاکنون نظرات گوناگونی ازسوی پژوهشگران و نویسندگان ارائه شده است.
به استناد متون کتیبه‌های آشوری، منطقه‌ای که شهر زنجان در آن واقع شده، در سده نهم قبل از میلاد آندیا نام داشته است و ممکن است این اقوام با لولوبیان و گوتیان که در اطراف زاگرس می‌زیسته‌اند، ارتباط داشته باشند.
در کتاب فرهنگ و هنر در دارالخمسه به قلم حسین عباسی‌نیا بیان شده است؛ بطلمیوس در کتاب جغرافیای خود از شهری به نام آکاترانیا اسم می‌برد و ادامه نیز دانشمندی به نام آندریاس با آوردن سند و مدرک آکاترانیا را منطبق بر زنجان می‌داند.
در کتاب مرآت البلدان نوشته محمدحسن خان اعتمادالسلطنه آورده شده است که این شهر را مدی می‌نامیدند و به سکنه آن مد می‌گفتند و احتمال دارد اهالی اولیه این ناحیه از اولاد مادی ابن یافث ابن نوح نبی بوده‌اند و لذا آن‌ها را منسوب به مادی و ایشان را مدی می‌خوانده‌اند.
ولادیمیر مینورسکی در مقالهٔ زنجان دائرة المعارف اسلام، یادآور می‌شود که منابع و نوشته‌های تاریخی، اشارات چندانی به تاریخ و تحولات شهر زنجان نداشته‌اند. و تنها منبع محققان در این زمینه اشارات مختصر و ناقصی در چند سفرنامه و کتاب تاریخی می‌باشد. کتاب البلدان (ابن واضح یعقوبی) متوفی ۲۷۳ق از قدیمی‌ترین نوشته‌های تاریخی می‌باشد که از زنجان نام برده است و از زنجان به عنوان شهری در مسیر جاده دینور به تبریز یاد کرده است.
حمداﷲ مستوفی (مورخ و جغرافیدان سده هشتم و نویسنده کتاب نزهت‌القلوب) تنها مورخ و جغرافیدانی است که به تفصیل به زنجان اشاراتی کرده است و زنجان را بخشی از اقلیم چهارم معرفی می‌کند. حمدالله مستوفی بنیاد شهر زنجان را از اردشیر بابکان، سردودمان ساسانیان دانسته و نام نخستین این شهر را شهین ذکر کرده است. هرچند مآخذ و منبع مستوفی در مورد کلمه شهین که به زنگان اطلاق می‌گردیده مبهم است و تاکنون هیچ منبع موثق دیگری در این ارتباط اظهار نظر ننموده است. در لغتنامهٔ دهخدا هم در سرواژه شهین چنین نوشته: «شهین نام شهر زنگان است و معرب آن زنجان باشد و گویند این شهر را اردشیر بابکان بنا کرده است.». شهری بود بزرگ در میان ری و آذربایجان، و وجه تسمیه آن، مخفف زندگان یعنی اهل کتاب زند است، و زندیگان زنگان شده و دال او محذوف گردیده.اما بررسی سکه‌های ضرب شده در زنجان در دوره امویان بیانگر این موضوع است که نام اصلی و صحیح تر زنجان حداقل در اواخر دوره ساسانی و سده‌های اولیه دوره اسلامی، زانگان یا زانکان بوده که پس از تصرف اعراب در دوره اسلامی معرب گردیده و تبدیل به زانجان و زنجان شده است.
بیتی از حکیم زجاجی:
| ز زنگان بدان مرد روشن ضمیر |  | دبیری سرافراز بد تیزویر |

اسم دیگر شهرستان زنجان (خمسه) است. اطلاق این کلمه به منطقه در منابع و متون جغرافیایی از اواخر دوران قاجار ظاهر شده و در مورد وجه تسمیه آن دو نظر می‌تواند مطرح باشد. نظر نخستین ناظر بر استقرار طوایفی از ایل‌های پنجگانه در این منطقه است؛ و محتملا وجود منطقه‌ای به نام (خمسه) در استان فارس که بر مبنای استقرار پنج ایل نامگذاری شده بسود این نظریه است. در فرهنگ آنندراج ذیل کلمه زنگان چنین آمده " چون پنج بلوک بود آن را خمسه گویند، پنج بلوک شامل زنجانرود، ابهررود، خرارود، سجاسرود و ایجرود است.
دائرةالمعارف مصاحب بر این اساس ذیل کلمه (خمسه) می‌نویسد: خمسه مخفف ولایات خمسه در جنوب آذربایجان و غرب قزوین کرسی آن زنجان و از شهرهای معروفش سلطانیه پنج بلوک عمده‌ای که این ناحیه به مناسبت آنها خمسه خوانده شده است عبارت بودند از ابهر رود، زنجانرود، ایجرود، سجاس رود که حالیکه همگی جزو شهرستان زنجانند.

### لقب‌ها و عناوین
زنجان، شهر شیخ اشراق و با لقب شهر غواصان دریادل خط شکن معروف است. زنجان به عنوان پایتخت شور و شعور حسینی در ایران شناخته می‌شود.همچنین زنجان به عنوان شهر جهانی صنایع‌دستی فلزی و به عنوان شهر جهانی ملیله معروف است و توسط شورای جهانی صنایع دستی نیز به ثبت رسیده است. زنجان قطب برق و الکترونیک ایران همچنین زنجان قطب صنعت پرورش ماهی‌های سردابی می‌باشد و استان زنجان نیز به‌عنوان بزرگ‌ترین مرکز تولید ماهی قزل‌آلا در کشور ایران مطرح می‌باشد.

## تاریخ

### پیش از اسلام
انحصار تجارت ابریشم توسط حکومت ساسانی و نیز توجه خاص ساسانیان به شهرها به عنوان مرکز مبادلات تجاری و با توجه به موقعیت ویژه چهارراهی زنجان، آن را به شهری با اهمیت و مورد توجه حکومت ساسانی تبدیل نمود. یعقوبی اشاره می‌کند که در زمان خسرو اول، امپراتوری ساسانی به چهار بخش خراسان، خورباران، نیم روز و آذربایگان تقسیم می‌شد و زنجان جزو پانزده شهرستانی بود که باهم بخش آذربایگان را تشکیل می‌دادند. در اواخر حکومت ساسانیان و دوران یزدگرد سوم، آشوب سراسر کشور را فرا گرفته بود و در نتیجه جنگ‌های داخلی و آشفتگی‌های سیاسی و اجتماعی فراگیر، مردم و کشور انسجام خود را از دست داده‌اند.و اعراب به راحتی تا مرزهای آسورستان و مداین پیش روی کرده‌اند. بعد از نبرد قادسیه که در سال ۶۳۷ میلادی در جنوب آسورستان روی داد و به شکست سپاه ساسانی از اعراب انجامید، مردم محلی نیز در برابر سپاه مسلمانان مقاومت چندانی از خود نشان ندادند. حتی در طی این درگیرهای داخلی بخشی از مزدوران و سپاهیان ارتش ساسانی برای دست یابی به غنایم به سپاه اعراب مسلمان ملحق شده بودند. بلاذری یادآور می‌شود که در سال گریختن یزدگرد، قحطی و طاعون در تیسفون در همه جا گسترش یافته بود و حتی بخش زیادی از شهر در نتیجه سیلاب و طغیان رودخانه دجله نیز به نابودی کشیده شده بود و پایتخت ساسانیان در وضعیت بسیار نابسمان و ناگواری قرار گرفته بود.

### پس از اسلام
فتح ایران توسط اعراب مسلمان یکی از مهم‌ترین تحولات تاریخ ایران می‌باشد. در اواخر حکومت ساسانی  به‌دلیل قحطی و خشکسالی و بروز جنگ‌های داخلی از یک سو و بستن مالیات‌های سنگین  به‌دلیل شکست‌های نظامی حکومت ساسانی و تأمین هزینه‌های عیش و نوش حکومتی، بار سنگینی بر دوش کشاورزان و توده مردم در شهرهای مختلف حکومت ساسانی  ازجمله در منطقه آذربایجان بود، که نارضایتی توده‌ها را از حکومت ساسانی را فراهم کرده بود. با فتح آذربایجان، به مرور قبایل مختلفی از اعراب مسلمان به صورت گروهی و قبیله‌ای از کوفه، شام و بصره به منطقه آذربایجان کوچ می‌کنند و در این مناطق ساکن می‌شوند. زیست مسالمت آمیز اعراب مسلمان در کنار مردم آذربایجان، باعث شد آذربایجان از اولین مناطقی باشد که مردم آن به دین اسلام گرویدند چنانچه در دروه علی بن ابی طالب که فردی به نام اشعث را به ولایت آذربایجان می‌فرستد غالب منطقه مسلمان شده بودند.
در دوره اسلامی، فتح زنجان توسط اعراب مسلمان در زمان خلافت عثمان و توسط سردار عرب برا بن عازب انجام گرفت، در این دوره، این شهر، شهری آباد و پرنعمت توصیف شده است. زنجان به لحاظ وجود مقاومت‌های مردمی و منطقه‌ای در مقابل سپاهیان اسلام از شهرهای دشوارگشا بوده است،
در کتاب صورة الارض آمده: ابهر و زنجان دو شهر کوچک استوار و پرآب و درخت و کشت‌اند و زنجان بزرگتر از ابهر است. در مسالک و ممالک اصطخری آمده: ابهر و زنگان دو شهر کوچکند. نعمت و درخت و کشاورزی بسیار دارند زنگان بزرگتر از ابهر است. لیکن مردم زنگان با غفلت باشند.
زنجان در طی دوران اسلامی  به‌دلیل برخورداری از موقعیت خاص جغرافیایی تبدیل به یکی از مراکز تحولات سیاسی، اجتماعی و فرهنگی در ایران می‌شود. و این تحولات در دروه امپراتوری ترکان سلجوقی و مغول‌های ایلخانی بیشتر می‌شود. ایلخانان ابتدا مراغه، بعد تبریز و سپس سلطانیه را به عنوان مراکز حکومت خود انتخاب کردند و بناهای باشکوه و بزرگ مثل گنبد سلطانیه با سبک معماری خاص، یادگار آن دوران می‌باشد.

نقشه امپراتوری سلجوقیان به پایتختی اصفهان

سده چهارم هجری سرآغاز قدرت گرفتن حکومت‌های ترک و حاکمیت فرمانروایان ترک در خاورمیانه و در سرزمین‌های اسلامی بود. حاکمیت ترکان در جهان اسلام، طی سده پنجم به حدی گسترش یافت که همزمان چندین دولت قدرتمند ترک، قلمرو خلافت عباسی را بین خود تقسیم کرده بودند.  ازجمله قراخانیان در ماوراءالنهر، غزنویان در شرق ایران امروزی در خراسان و هندوستان، سلجوقیان در خاورمیانه و آناطولی تا شام حکومت می‌کردند. طی سده چهارم و پنجم هجری اقوام مختلف ترک به مرور ساکن زنجان و مناطق اطراف آن می‌شوند.زنجان در دوره امپراتوری سلجوقیان از اعتبار و شهرت بیشتری برخوردار بوده است، زیرا مهم‌ترین مرحله شهرسازی و شهرنشینی در ایران از قرون میانی در امپراتوری سلجوقیان آغاز می‌شود و آرامش سیاسی و رونق اقتصادی، زمینه‌ساز یکی از استوارترین دوره‌های حیات شهری شده بود. در نتیجه، شاه راه تجاری غرب به شرق و مرکز ایران که در بخشی از مسیر خود از زنجان عبور می‌کرد، زنجان این دوره، شهری بزرگ و آباد بوده و بیشترین جمعیت شهری را تا این دوره داشته است.

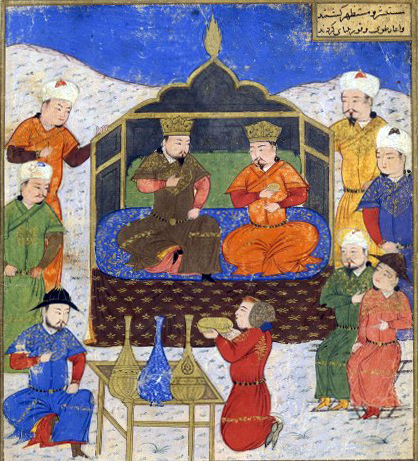
اولجایتو در کنار برادرش غازان خان

زنجان برای بار دوم در پاییز سال ۶۲۸ هجری قمری طی لشکرکشی سپاه مغول آسیب فراوان دید. از قراین و شواهد تاریخی چنین برمی‌آید که هدف سپاهیان مغول، تنها تخریب قلعه و بارو و استحکامات شهر بوده است تا سلطان خوارزمشاه نتواند برای مقاومت به زنجان عقب‌نشینی کند. با وجود آسیب‌های فراوان جنگ‌های بین سپاهیان مغول و خوارزمشاهیان، ولی در ادامه ایلخانان مغول به‌ویژه سلطان محمد خدابنده که مذهب تشیع را پذیرفته بود به زنجان توجه فراوان نشان داد و در توسعه و آبادانی این ناحیه کوشید و زمینه تبدیل آن به یک مرکز اسلامی و به یکی از مراکز مهم سیاست و تجارت گردید
با ورود اقوام مغول به ایران، تحولات گسترده‌ای در ایران روی داد که یکی از مهم‌ترین ابعاد این تحولات و تغییرات بعد مذهبی و دینی در ایران بود. سلاطین ایلخانی در دوره‌های اولیه دارای تسامح و تساهل مذهبی بودند و تعصب مذهبی چندانی نداشته‌اند بررسی سکه‌های حکومت ایلخانی، نشان دهنده علامت‌های مسیحی، یهودی و اسلامی در سکه‌های این دوره می‌باشد و همچنین از خطوط عربی، اویغوری و فارسی در سکه‌های این دوره استفاده شده است. از زمان سلطان محمد خدابنده (اولجایتو) ایلخانی به خاطر تغییر مذهب وی، در سکه‌های این دوره عبارات و علایم شیعی نیز دیده می‌شود و نهایت در این دوره نام خلفای راشدین نیز برای اولین بار در سکه‌های دوره سلاطین مغول آشکار می‌شود. استقرار حکومت مغول‌های ایلخانی در ایران و خاورمیانه و نابودی خلیفه‌گری عباسی باعث شد شیعیان دوازده امامی که در دوره خلیفه عباسی اجاره فعالیت علنی نداشتند، با استفاده از روح تسامح و تساهل فرمانروایان مغول و عدم تعصب آنان نسبت به مذهبی خاصی فرصت گسترش و تبلیغ اسلام شیعی را به دست بیاورند. سیر تحول‌های مذهبی منجر به تغییراتی شد که با گرویدن اولجایتو به مذهب تشیع، فضای عمومی جامعه به مرور تغییرات اساسی یافت و اسلام شیعی فرصت ابراز وجود پیدا کرد. رسمی شدن تشیع در دوران حکومت اولجایتو نقطه عطفی در تاریخ مذهبی ایران محسوب می‌شود، هرچند این امر استمرار نیافت و رسمی شدن مذهب شیعه در ایران موکول یه دو سده بعد گردید.
انتخاب سلطانیه به پایتختی در دوران ایلخانی و گسترش و توسعه شهر مزبور در ایام حکومت غازان‌خان و اولجایتو در اواخر سده هفتم هجری قمری، به علت نزدیکی این دو شهر، به مرور باعث متروکه شدن شهر زنجان گردید. تا قبل اولجایتو و ایلخانان مردم منطقه سنی مذهب بودند و از تشیع اطلاعاتی در دسترس نیست، ولی آنچه مسلم است در زمان اولجایتو ایلخانی و با کوشش‌های علامه حلی به مرور تشیع در منطقه زنجان گسترش یافت. اقوام مغول از یک طرف اسماعیلیان را از صحنه سیاسی ایران محو کردند و از طرف دیگر با برانداختن خلافت عباسی به شیعیان امامی مجال دادند تا بدان جا پیش روند که چند سده بعد، مذهبشان در ایران رسمی اعلام گردد.

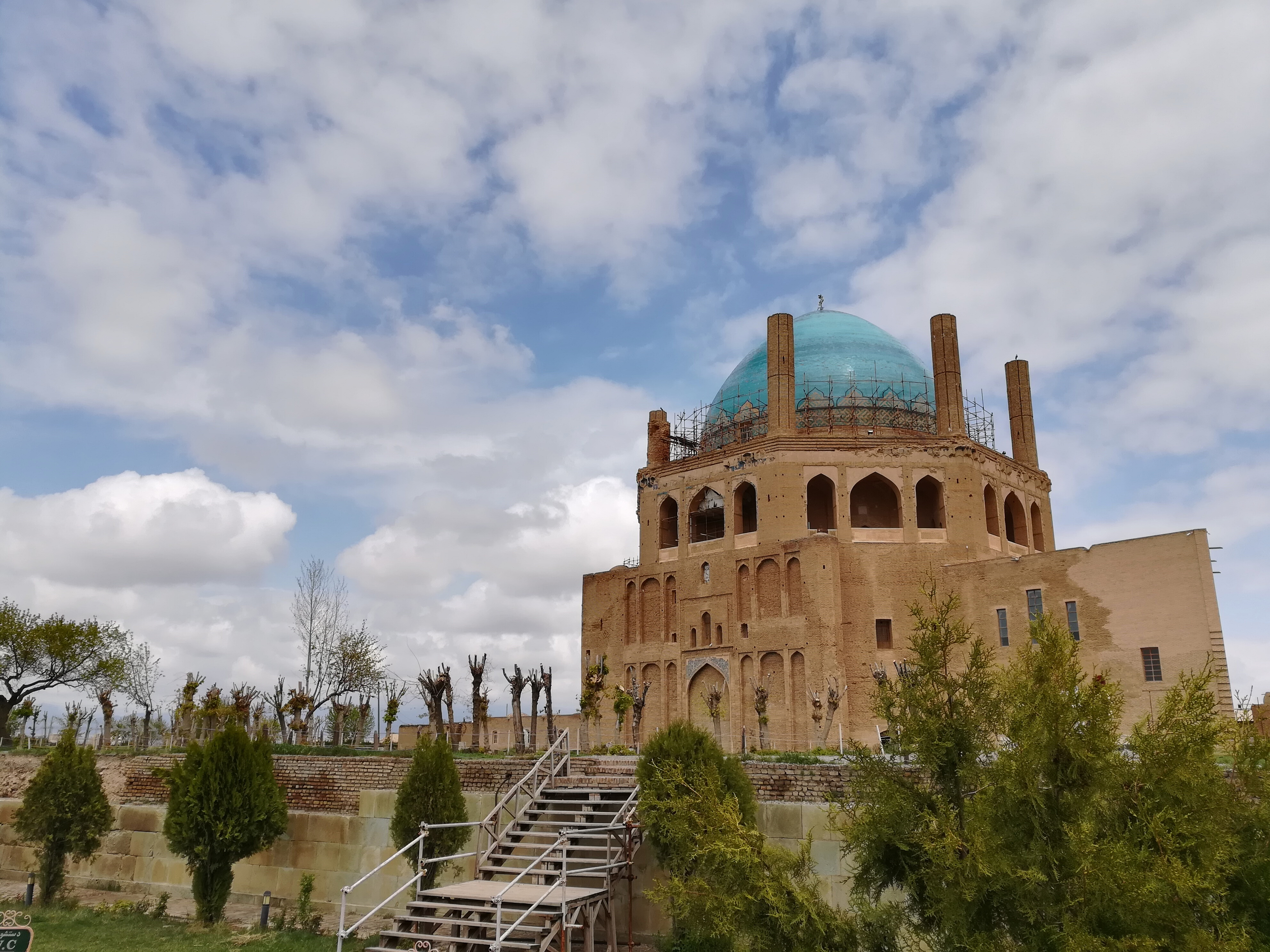
گنبد سلطانیه، آرامگاه سلطان محمد خدابنده

سلطانیه پس از افول حکومت ایلخانی به قول دونالد ویلبر «به علت قرار نداشتن شهر در راستای راه‌های تجارتی و عدم وجود جاذبه‌های شهری در آن، سریعتر از آنچه که آباد شده بود، تخریب و متروک گردید». که خود دلیل قاطعی برای توسعه دوباره شهر زنجان بوده است. شهر سلطانیه از اوایل سده دهم تا اوایل سده سیزدهم، در پی افول اقتصادی و متروک شدن، اهمیت گذشته خود را از دست داد و به یک روستا تبدیل می‌شود که گاه جزو ولایت عراق عجم و گاه جزو آذربایجان بود.
افول قدرت مرکزی ایلخانان مغول با مرگ ابوسعید ایلخانی در سال۷۳۶ قمری منجر به شکل‌گیری نظام ملوک الطوایفی در ایران گردید که در ادامه مناطق مختلف ایران  به‌دلیل درگیری‌ها و جنگ‌های خونبار قدرت‌های محلی، گرفتار تهاجمات ویرانگر می‌شوند. تداوم این وضعیت در نهایت منجر تسلط یک حکومت خارجی و ظهور امیر تیمور گورکانی می‌شود. زنجان از طالع بد برای بار سوم در نیمه دوم سده هشتم هجری قمری با یورش امیر تیمورگورکانی مواجه و پس از قتل‌عام اهالی به‌طور کلی با خاک یکسان شد.
شاردن جهانگرد فرانسوی که از شهر زنجان بازدید نموده می‌نویسد: «هنوز در حوالی یک مایل و بیشتر، آثار و بازمانده‌های ویرانه‌ای مشاهده می‌شود». شاردن از وجود صنعت گرانی در این شهر سخن می‌گوید که توسط امیر تیمور گورکانی به سمرقند منتقل شدند.
کلاویخو سفیر پادشاه اسپانیا در دربار میرانشاه از نوادگان تیمور در نیمهٔ اول سده نهم هجری در سفرنامهٔ خود، قسمت اعظم شهر زنجان را غیر مسکون و مخروبه ذکر نموده و حصار شهر را غیرقابل تعمیر دانسته و می‌نویسد: «در شب هنگام به محلی رسیدیم که به زنجان معروف است و بیشتر قسمت‌های این شهر غیر مسکون است اما گویی که در گذشته این شهر یکی از بزرگ‌ترین شهرهای ایران بوده است. این شهر در دشتی در میان دو کوه بلند که لخت و خالی از جنگل هستند قرار دارد. ما دیدیم که حصار شهر دیگر قابل تعمیر نیست اما در داخل حصار هنوز خانه‌ها و مساجد بسیاری همچنان استوار و پابرجا بودند و در خیابان‌های آن نهرهایی می‌گذشت اما همه اینها اینک خشک و بی‌آب هستند.»
بررسی کتب تاریخی و نوشته‌های سیاحان و جهان‌گردان بیانگر این حقیقت است که شهر زنجان تا اواخر سده نهم هجری قمری غیر مسکون و فاقد حیات بوده است.

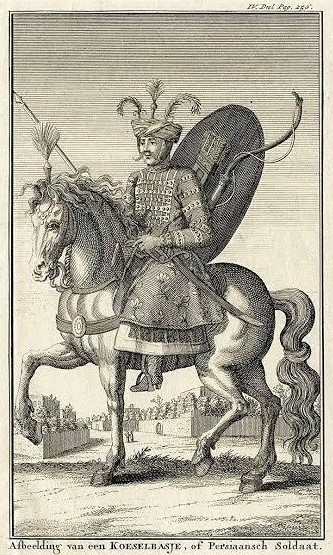
یک سوار قزلباش در سدهٔ هفدهم میلادی (دوران صفوی)، اثر ژان شاردَن

زنجان علی‌رغم ویرانی ناشی از جنگ‌ها و لشگرکشی‌های دوره تیموریان رشد و بالندگی دوباره خود را از دوره صفویه آغاز کرد. در دوران صفویه که آرامش نسبی در منطقه حاکم شده بود، شهر تجدید بنا شده و مجدداً تکاپوی حیات در آن آغاز می‌گردد. در دوره صفویه حصار شهر زنجان که از آثار دوران سلجوقی می‌باشد و به «قلعه زنجان» نیز معروف است به علت انطباق با نقشه اولیه شهر و هماهنگی با موانع طبیعی و دفاعی دوباره حصار قدیمی شهر بازسازی می‌شود. با ظهور سلسله صفویه در سال ۹۰۷ هجری قمری، مذهب رسمی حکومت صفویه «تشیع اثنی عشری» اعلام گردید. روی کار آمدن حکومت شیعی صفویان باعث تداوم و گسترش عزاداری و تعزیه‌خوانی‌ها گردید.
راجر سیوری صفویه پژوه انگلیسی، یادآور می‌شود که آرمان حکومت صفویه بدون شمشیر تیز ترک‌های قزلباش هیچ وقت به قدرت سیاسی دست نمی‌یافت. و استفاده از عناوینی مثل دولت قزلباش، حکومت قزلباش و پادشاه قزلباش برای توصیف حکومت صفویه را نشان از اهمیت قوای قزلباش در استقرار حکومت صفویه و به قدرت رساندن شاه اسماعیل صفوی می‌داند. ولادیمیر مینورسکی این مهاجرت قبایل مختلف ترک را سومین مهاجرت عمده ترکمانان به ایران می‌داند و اکثریت حامیان شاه اسماعیل صفویه را متشکل از ایل‌های آناتولی، ارمنستان، سوریه و بخشی نیز از ایل‌های آق قویون‌لو و قره قویون‌لو تشکیل می‌دهند.
زنجان در دوره قاجارها اهمیت بیشتری می‌یابد و مرکز ایالت جدیدی به نام خمسه می‌شود قاجارها از ترک‌های قزلباش حامی صفویه بودند و در زمان شاه اسماعیل و شاه تهماسب از جایگاه ممتازی برخوردار شدند و صاحب مقام و نفوذ گردیدند. ایل‌های قاجار حدود سده هشتم هجری همراه با سایر طایفه‌های شمال قفقاز به شام (سوریه) مهاجرت کرده و پس از مدتی به ایران آمده‌اند و با گروه‌های دیگر ترکان ساکن ایران  ازجمله ترک‌ها افشار، بیات و بایندر بسیار نزدیک بوده‌اند. تحقیقات مورخان نیز نشان می‌دهد ریشه اولیه ایل‌های قاجار به طایفه سالور می‌رسد که از طایفه‌های ماوراء قفقاز و غرب دریای خزر بوده‌اند و خاندان قاجار خود را از خویشاوندان نزدیک آق‌قوینلوها (بایندریان) دانسته‌اند. زبان قاجارها نیز متعلق به ترکی غربی و متفاوت با ترکی شرقی بوده و سالورها را باید از اقوام شمال قفقاز دانست که در کنار خزرها و بلغارها و قبچاق‌ها می‌زیسته‌اند.
در دوره فتحعلی شاه قاجار در پی تغییرات اداری ناحیه‌ای جدیدی با مرکزیت زنجان و با نام خمسه ایجاد می‌شود. این ولایت با جدا کردن برخی نواحی اطراف از مرکز و افزودن آن به زنجان شکل می‌گیرد.و  به‌دلیل وجود پنج بلوک در آن خمسه نامیده می‌شود. به اقتضای موقعیت جدید زنجان و مرکز ایالت بودن، ساخت‌وسازهای جدید تأسیسات دولتی و مراکز تجاری مثل بازار بزرگ زنجان که یکی از بزرگ‌ترین بازارهای سرپوشیده ایران در این شهر احداث می‌گردد.
زنجان در طی سالیان بعد، شاهد رویدادهای سیاسی، اجتماعی و مذهبی مختلف مثل شورش بابیان، نهضت مشروطیت و درگیری‌های دموکرات‌های آذربایجان می‌باشد.
ادوارد براون شرق‌شناس انگلیسی که به سال ۱۸۸۷ از ایران دیدن نموده در کتاب خود به نام (یک سال در میان ایرانیان) دربارهٔ زنجان می‌نویشد: روز دیگر به شهر بزرگ زنجان که مخصوصاً بر اثر جنگ سال ۱۸۵۰ میلادی و دفاع بابی‌ها از خودشان در آن شهر معروف شده است رسیدیم. بابیه به پیشوایی سیدعلی محمد شیرازی در دوره محمدشاه قاجار شکل گرفت و آغاز سلطنت ناصرالدین‌شاه نیز مصادف شد با شورش‌های بزرگ در شهرها و نواحی مختلف ایران که ارکان قدرت او را تهدید می‌کردند.  به‌دلیل اختلافات بابیان و حکومت مرکزی در ادامه بسیاری از مردم بابی ایران در اثر درگیری‌ها و شورش‌های داخلی توسط حکومت مرکزی با سرکوب مواجه شدند و بسیاری از بزرگان و نیروهای خود را از دست دادند. 

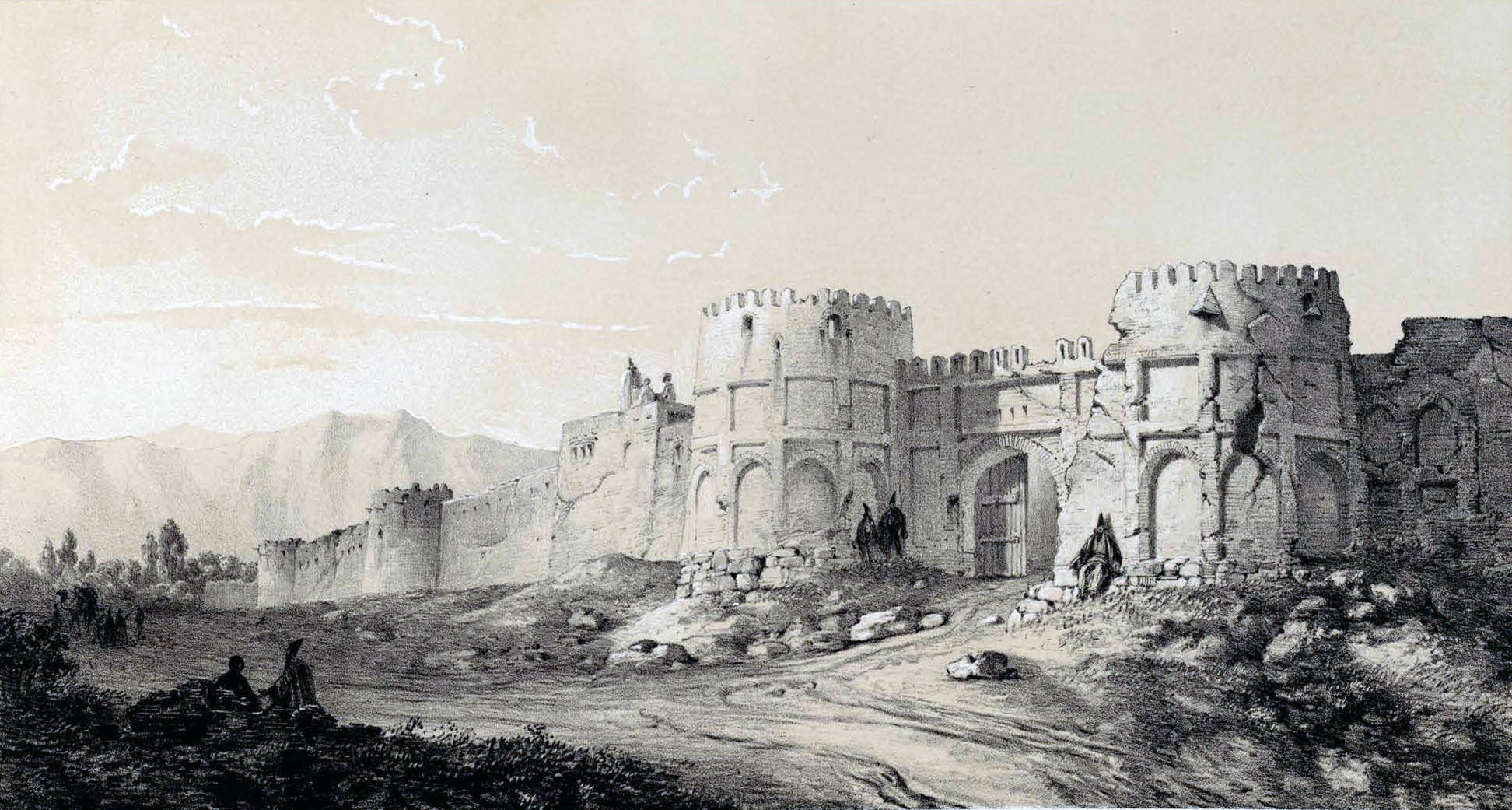
دیوار و برج و باروی شهر زنجان در دوره قاجار اثر اوژن فلاندن

در شهر زنجان با پیوستن یک روحانی زنجانی به نام حجت زنجانی به باب، باعث شد ظرف مدت کوتاهی، چند هزار تن از پیروان این روحانی در این شهر به مذهب بابی روی آوردند. با گذشت زمان و افزایش جمعیت، بابیان زنجان به تدریج مورد توجه قرار میگرند. پرنس دالگوروکی، سفیر و نماینده روسیه در تهران، در تاریخ ۴ مارس ۱۸۴۹ میلادی اشاره می‌کند، افزایش جمعیت جامعه بابی زنجان تهدیدی برای برهم زدن نظم عمومی شده و مطالبی که آنها در میان مردم منتشر می‌سازند موجب تحریک و نارضایتی عمومی مسلمانان شهر گردیده است. طی اتفاقاتی تنش بین جمعیت بابیان شهر و مسلمانان شهر بالا می‌گیرد و حاکم زنجان نیز با نیروهای مسلح خود نیز توان کنترل اوضاع شهر را ندارد، روحانیون مسلمان شهر، گله‌مندی و شکایت خود را به حکومت مرکزی و تهران طی مراحل مختلف ابلاغ می‌کنند. در ادامه طی حادثه‌ای که موجب تشدید نزاع و درگیری‌ها بین جمعیت بابی و جمعیت شیعه شهر و کشته شدن چند نفر از هر دو طرف می‌گردد که در نهایت به جنگ و درگیری مسلحانه شدید و دخالت نظامیان حکومت مرکزی ختم می‌شود.
ملا محمدعلی با کمک نیروهای مسلح خود توانست قلعه علیمردان خان را که در مرکز شهر بود، فتح و به سنگر تدافعی خود تبدیل کند. نیروهای ملامحمدعلی با استفاده از شگردهای نامتعارف رزمی و همراهی مردان و زنان توانستند با وجود محاصره شهر توسط نیروهای نظامی حکومت مرکزی تا چند ماه به مقاومت ادامه دهند. جنگ و شورش بابیان زنجان به تخریب بخش وسیعی از شهر منجر شد که آثار این تخریب تا چند دهه بعد در برخی سفرنامه‌ها گزارش شده است.
جان والبریج  ازجمله محققینی است که با اشراف بر تاریخ معاصر ایران و خاورمیانه، شورش بابیان زنجان و درگیری مسلحانه آنها با حکومت مرکزی را مورد مطالعه قرار داده است، والبریج علت خشونت و درگیری دولت قاجار با بابیان زنجان را بیشتر ناشی از اقدامات افراطی و قیام مسلحانه بابیان زنجان در این شهر می‌داند تا اعتقاد و باورهای بابیان.

### معاصر
جنبش مشروطه خواهی ایران در واقع تلاش جمعی گروه‌های مختلف سیاسی و قومی ایران برای دستیابی به یک آینده درخشان بود. زیرا زمانی که اروپاییان در آغاز سده بیستم به سرعت پله‌های ترقی، توسعه و پیشرفت را طی می‌کردند، مشروطه طلبان ایران دنبال راهی برای جبران عقب ماندگی ایرانیان و گره گشایی از معضل انحطاط جامعه ایران بودند.

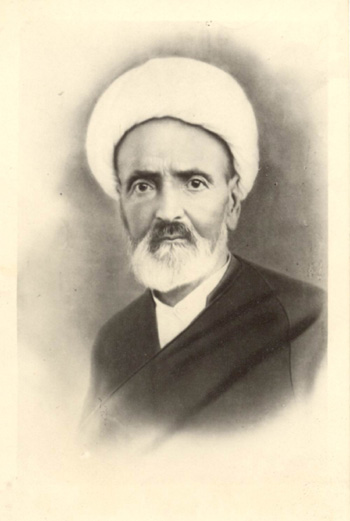
شیخ ابراهیم زنجانی از روحانیون نوگرای دوره قاجار و از رهبران مشروطه و نخستین نماینده زنجان در مجلس شورای ملی

روشنفکران و مشروطه طلبان دریافته بودند با حکومت مطلقه و مستبدانه و با روابط نادرست اقتصادی، نه می‌توان استقلال کشور را حفظ کرد و نه می‌توان برای نجات جامعه و سعادتمندی مردم راهی یافت. انقلاب مشروطه یک انقلاب چند قومی بود که منجر به فتح تهران با مشارکت گروه‌های مختلف ایرانی از قبیل قوای آذربایجان و نیروهای بختیاری‌ها و سپاه مازندران و در نهایت به خلع محمد علی شاه قاجار انجامید
یکی از شخصیت‌های تأثیرگذار و مهم در تحولات جنبش مشروطه ایران و زنجان، شیخ ابراهیم زنجانی می‌باشد.ایشان یکی از رهبران اصلی جریان مشروطه‌خواهی در زنجان محسوب می‌شوند. ایشان در مجلس اول و سوم و چهارم به نمایندگی مردم زنجان و درمجلس دوم به نمایندگی مردم تبریز برگزیده شدند. ابراهیم زنجانی یکی از طرفداران سرسخت مشروطه بود و پس از ورود به مجلس از سران مشروطه ایران محسوب می‌شدند و از آن پس نقش بسیار مهمی در جریانات سیاسی ایران ایفا کردند.
ابراهیم زنجانی همه بدبختی‌های کشور و تیره‌روزی‌های مردم را ناشی از دشمنی روحانیون با علوم نوین بشری و پیشگیری از آگاهی اجتماعی مردم می‌دانست و در طول زندگی ایشان در احداث مدارس نوین در زنجان تلاش بسیار کرد.این حرکت مدرسه سازی اقدام آگاهی بخش و تمدن ساز بود که بسیاری از نوگرایان و وطن‌دوستان ایرانی قبل از انقلاب مشروطه برای بالا بردن سطح آگاهی مردم اهتمام فراوان ورزیدند.
جنگ جهانی اول و گسترش درگیرها به داخل مرزهای ایران یکی از مهم‌ترین اتفاقات تاریخ معاصر ایران قلمداد می‌شود در آستانه جنگ جهانی اول، ایران هنوز در شرایط سیاسی پایدار و مناسبی قرار نداشت و جامعه ایران از نظر اقتصادی و سیاسی وضعیت بسیار آشفته‌ای را سپری می‌کرد. حکومت مشروطه تازه تأسیس هم درگیر اختلافات و منازعات داخلی و خارجی بود و بحران‌های شدید اقتصادی و دخالت قدرت‌های خارجی مانع از شکل‌گیری ثبات سیاسی در حکومت مشروطه ایران شده بود. روسیه و انگلیس بر اساس قرارداد ۱۹۰۷ عملاً ایران را بین خود تقسیم کرده بودند و حاکم واقعی کشور بودند.موقعیت جغرافیایی و استراتژیک ایران باعث شده بود هر دو جبهه جنگ متفقین (روسیه و انگلیس) و متحدین (آلمان و عثمانی) تلاش کنند ایران را به سمت جبهه خود بکشانند. تحرکات و فعالیت آلمانی‌ها و ترک‌های عثمانی در ایران و همراهی بخش زیادی از افکاری عمومی و جامعه سیاسی ایران کابوسی برای روسیه و انگلیس تبدیل شده بود و متفقین از دست دادن ایران را ضربه جبران ناپذیری به منافع ملی خود و اهداف استعماری خود در ایران و منطقه خاورمیانه می‌دانستند.
در این شرایط کشور نیز فاقد ارتش ملی مخصوص بود و تنها تیپ قزاق که بیشتر افسران آن را نیز نیروهای روس تشکیل می‌دادند. جنگ جهانی اول در مرداد سال ۱۲۹۳ شمسی / ژوئیه ۱۹۱۴ میلادی شروع شد. با وجود اینکه مستوفی الممالک نخست‌وزیر وقت ایران، بی‌طرفی ایران را اعلام کرد ولی حضور و فعالیت گسترده آلمانی‌ها در ایران برای پیشبرد اهداف خود و ضربه زدن به کشورهای متفقین، نقض بیطرفی ایران قلمداد شد و پای ایران به جنگ باز شد و نیروهای روسیه تزاری از شمال، نیروهای عثمانی از غرب و انگلیسی‌ها از جنوب شهرهای مختلف ایران را اشغال کردند. با شعله‌ور شدن آتش جنگ جهانی اول، زنجان و بسیاری از شهرهای ایران صحنه نبرد این سه قدرت شدند که باعث ایجاد هرج و مرج و ناامنی در بخش‌های زیادی از سرزمین ایران گردید. حضور روس‌ها در زنجان باعث ناآرامی‌ها و هرج و مرج فراوانی در منطقه شده یود و تا پایان جنگ، زنجان محل درگیرها و کشمکش‌های نیروهای خارجی، خان‌های قدرتمند محلی و حاکم زنجان به عنوان نیروی حکومت مرکزی با یکدیگر گردید.

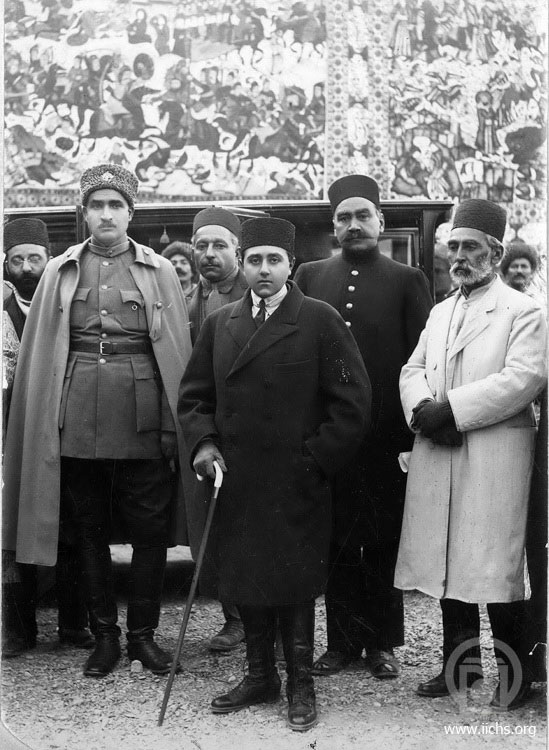
احمد شاه قاجار به اتفاق رضاخان سردارسپه پس از بازگشت از سفر اروپا

در ادامه انقلاب مشروطه  به‌دلیل درگیری‌های سیاسی و رقابت‌های قومی با یکدیگر تضعیف شد و به درگیری‌ها و جنگ‌های داخلی گرفتار شد که نهایتاً نیز طی کودتا ۳ اسفند ۱۲۹۹ منجر به ظهور حکومت دیکتاتوری رضاشاه پهلوی گردید. کودتای ۱۲۹۹ با هدف از بین بردن ناامنی‌های دهه ۱۲۹۰ ایران انجام گرفت، با وجود اینکه فضا برای رشد و توسعه اقتصادی نسبی ایران در دوره رضاشاه حاصل شد، اما در دهه ۱۳۱۰ به مرور با افزایش سطح دسترسی‌های اقتصادی با قدرت گرفتن روزافزون نظامیان در ایران (شاه و ارتش) سطح دسترسی‌های سیاسی در کشور به شدت کاهش یافت.

زنجان در جنگ جهانی دوم از اهمیت فوق‌العاده‌ای برای متفقین برخوردار بود درنتیجه حریم هوایی زنجان در ۳ شهریور ۱۳۲۰ شمسی شکسته شد و هواپیماهای جنگی شوروی شهر زنجان و شماری دیگر از شهرهای شمالی ایران را بمباران کردند. پس از آغاز جنگ جهانی دوم و تقسیم ایران توسط قوای متفقین، زنجان جزو مناطق تخت اشغال و کنترل شوروی قرار گرفت. با اشغال ایران توسط قوای متفقین و اخراج رضاشاه از ایران، عملاً دولت مرکزی تازه تأسیس از هم پاشید و شهرهای مختلف ایران گرفتار آشوب و ناامنی و هرج و مرج شدند. 

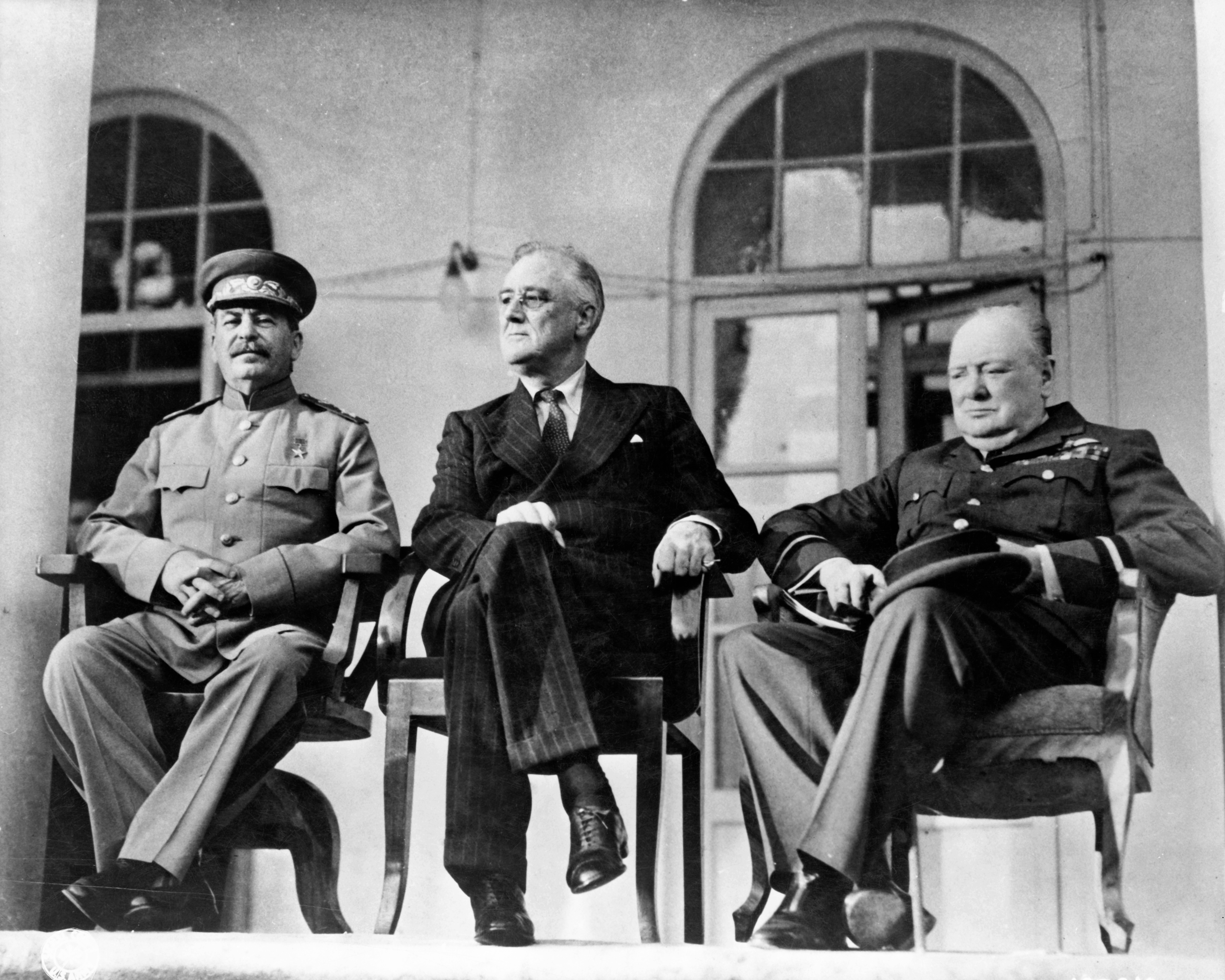
«سه بزرگ»، از چپ به راست: ژوزف استالین، فرانکلین دلانو روزولت و وینستون چرچیل ملاقات در کنفرانس تهران سال ۱۹۴۳

زنجان از چند جهت برای نیروهای متفقین اهمیت داشت، زنجان محل تلاقی دو گروه اصلی نیروهای شوروی بود که از سمت رشت و تبریز به سمت ایران اعزام می‌شدند و آذوقه آن‌ها نیز از زنجان تأمین می‌شد. دلیل دوم زنجان دروازه آذربایجان محسوب می‌شد و  به‌دلیل داشتن جاده و راه‌آهن سریع‌ترین و مطمئن‌ترین راه برای رساندن کمک‌های متفقین به شوروی محسوب می‌شد.
پس از جنگ جهانی دوم، تشکیل فرقه دموکرات آذربایجان (از شهریور ۱۳۲۴ تا آذر ۱۳۲۵) از مهم‌ترین رویدادهای سیاسی سده بیستم میلادی در ایران می‌باشد که بخش زیادی از شمال غرب ایران  ازجمله زنجان را تحت تأثیر قرار داد.

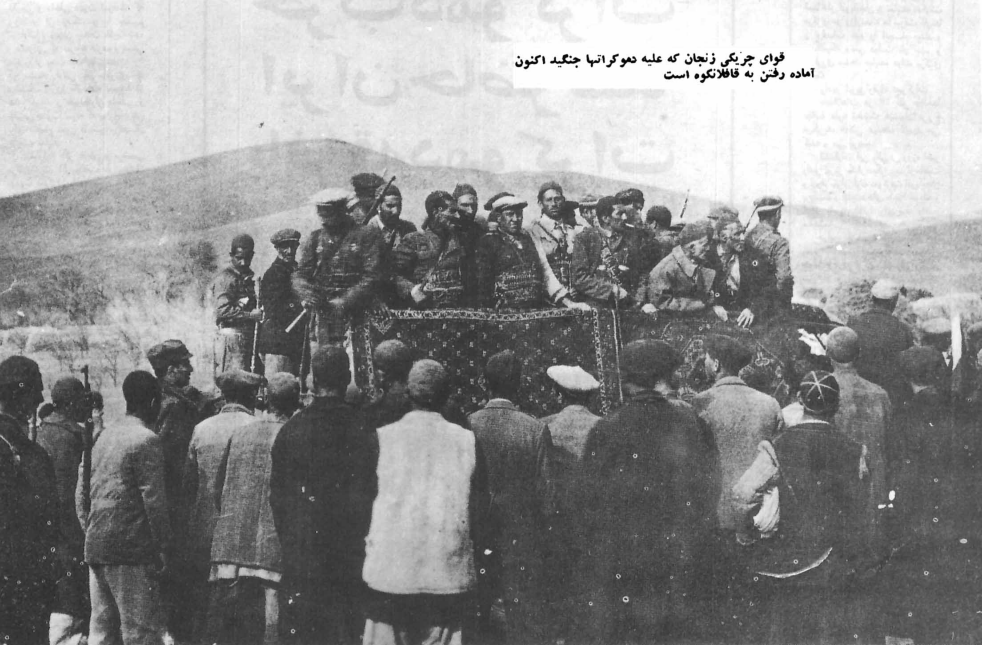
چریک‌های زنجانی علیه تجزیه‌طلبان فرقه پیشه‌وری آماده مبارزه می‌شوند.

براساس سند ۷۱۰۹۴۰ مرکز اسناد مجلس شورای ملی (امروزه کتابخانه، موزه و مرکز اسناد مجلس شورای اسلامی) دو برادر به نام‌های سلطان احمد (احمد رضایی) و سلطان مظفر (مظفر رضایی) که اصالت آن‌ها از خدابنده هست، به عنوان فرماندهان وقت ژاندارمری ایران در سال‌های ۱۳۲۴ و ۱۳۲۵ خورشیدی در منطقه زنجان پس از جنگ جهانی دوم و اشغال ایران بودند. این دو در مقابله با تجزیه طلبی فرقه دموکرات آذربایجان (که بعدها حکومت خودمختار آذربایجان را زیر نظر اتحاد جماهیر شوروی به مدت یک سال تشکیل دادند) و حفظ ایران ایستادگی کردند. گفته شده پس از شکست‌های طرفداران سید جعفر پیشه‌وری و با حمایت ارتش سرخ در منطقه زنجان و ناتوانی ایشان در جهت تجزیه، در نقشه‌ای پیچیده، ابتدا احمد رضایی را مسموم کردند. پس از احمد رضایی، مظفر رضایی که پیشتر نایب (ستوان) بود، به جای برادر به درجه سلطانی (سروانی)، رسیده و به حفاظت از ایران می‌پردازد. اما او هم پس از پیروزی مجدد، پس از یک هفته بعد از مرگ برادر با توطئه کشته می‌شود. در این مرحله نیروهای فرقه دموکرات آذربایجان، در شرایط بی‌فرماندهی ژاندارمری منطقه، زنجان را تصرف کردند. اگرچه، چند ماه بعد در تاریخ ۲۱ آذر ۱۳۲۵ خورشیدی، زنجان به قلمرو ایران بازگشت.
ایوانف مورخ روس در تاریخ معاصر ایران، بیان می‌کند که عواملی مثل آشنایی آذربایجانی‌ها با ایده‌های سوسیالیستی  به‌دلیل همسایگی با اتحاد شوروی، سلطنت ستمگرانه محمدرضاشاه پهلوی در داخل ایران، فقر مردم، حضور حزب توده و حضور ارتش سرخ در ایران و همچنین مبارزه دهقانان با مالک‌ها و فئودال‌ها زمینه را برای تشکیل و ظهور فرقه دموکرات آذربایجان فراهم کرد. وجود منابع انرژی و نفت در ایران و خاورمیانه و همچنین وجود اعتراضات به سیاست‌های تبعیض آمیز فرهنگی، زبانی و اقتصادی آن دوره که در مناطق ترک‌نشین انجام می‌گرفت، شرایط را برای فرصت طلبی و توسعه طلبی شوروی و اعمال فشار بر دولت مرکزی ایران مهیا کرد. استالین، مسئله آذربایجان و امتیاز نفت شمال را به‌طور موازی پیش می‌برد و در نهایت فرقه دموکرات را قربانی امتیاز نفت شمال کرد.

قرارداد قوام-سادچیکف ۱۵ فروردین۱۳۲۵

بحران آذربایجان نخستین تقابل جهان غرب با توسعه طلبی شوروی کمونیستی بود و در نهایت نیز فرقه دموکرات  به‌دلیل نداشتن پایگاه اجتماعی گسترده بین اقشار مختلف جامعه و حمایت قدرت‌های بین‌المللی از ایران در مقابل شوروی، همچنین سیاست ورزی‌های قوام، در نهایت منجر به شکست شوروی در موضوع نفت شمال و همچنین پایان فرقه دموکرات آذربایجان گردید. احمد قوام خود در مصاحبه‌ای اعلام می‌کند پیش‌زمینه و مسبب اصلی وقایع آذربایجان و در ادامه تشکیل فرقه دموکرات را باید در نارضایتی‌های مردم از حکومت مرکزی جستجو کرد. کنسول گری انگلیس در ایران نیز بیان می‌کند، روس‌ها از فرقه دموکرات آذربایجان صرفاً به خاطر اهداف سیاسی و اقتصادی خود پشتیبانی می‌کنند ولی بی‌عدالتی‌ها و بی‌لیاقتی‌های حکام مرکز نشین تهران را نمی‌توان کتمان کرد، که در هر کشور دیگری این حجم از ظلم و بدبختی و بی‌عدالتی حاکم بود مطمئناً به شورشی خودانگیخته منجر می‌شد.
بعد جنگ جهانی دوم  به‌دلیل موقعیت استراتژیک ایران و دسترسی به خلیج فارس و منابع عظیم نفت و گاز باعث شد ایران همچنان در عصر رقابت دو ابرقدرت نظامی آمریکا و شوروی جایگاه ویژه‌ای داشته باشد. بعد کودتای ۲۸ مرداد ۱۳۳۲ و بازگرداندن پهلوی دوم به صحنه سیاسی ایران که توسط ایالات متحده آمریکا انجام گرفت، فصل نوینی از سیاست خارجی ایران به نفع نظام بین‌الملل و هژمونی آمریکا ایجاد گردید. که ایران دوره پهلوی دوم با حمایت‌ها نظامی و مالی جهان غرب در جهت منافع امنیتی و ژئوپولیتیکی قدرت‌های بزرگ جهانی می‌توانست نفش محدود کننده و مهارکننده کمونیسم در حاشیه جنوبی شوروی را داشته باشد. کودتا ۲۸ مرداد در عین حال که قدرت شاه و ارتش را بازگرداند و باعث کنترل سیاسی نظامیان بر ایران گردید، اما مشروعیت سیاسی شاه و ارتش را به شدت کاهش داد. ائتلاف پیروز (شامل شاه، ارتش و دربار و وزرا) تلاش کردند که از طریق رشد اقتصادی این کمبود مشروعیت نظام حاکم بر ایران را به مرور جبران کنند.
حکومت پهلوی مشروعیت خود را در قالب هویت ایران باستان و هویت آریایی با گرایش به تجدد تعریف می‌کرد. اما  به‌دلیل اینکه این ایدئولوژی متعارض با واقعیت‌های جامعه ایران بود به مرور با نادیده گرفتن مولفه‌های هویتی مردم ایران دچار تعارض شد و واکنش جامعه و توده مردم را در پی داشت و اثرات نامطلوب این سیاست نامانوس به زودی در جامعه آشکار گردید. برنامه‌ها و سیاست‌های مشترک در دوره پهلوی اول و دوم در راستای تغییر هویت ایرانیان با تکیه بر سه محور اصلی ناسیونالیسم باستان‌گرایی آریایی، تجدد گرایی و مذهب زدایی از مردم ایران انجام می‌گرفت.

## وضعیت طبیعی

### جغرافیا
این شهر در مدار ۴۷ درجه و ۴۷ دقیقه طول شرقی و ۳۷ درجه و ۸ دقیقه عرض شمالی قرار گرفته است. شهر زنجان در فاصله ۳۳۰ کیلومتری تهران و در حد فاصل مسیر ارتباطی تهران به تبریز قرار دارد و از شهرهای مهم شمال غرب کشور محسوب می‌شود که وجود محور خط آهن تهران - تبریز و جاده ترانزیتی تهران - تبریز، که ایران را به ترکیه و اروپا پیوند می‌دهد.
زنجان با ارتفاع متوسط ۱۶۶۳ متر از سطح دریاهای آزاد، بین دو رشته کوه موازی که از شمال و جنوب شهر می‌گذرند، واقع شده است.

زنجان از شمال به استان‌های آذربایجان شرقی و اردبیل، از شرق به شهرستان‌های طارم و ابهر، از جنوب به شهرستان‌های ایجرود و خدابنده و از غرب به شهرستان ماه‌نشان محدود است.

### رودخانه‌ها

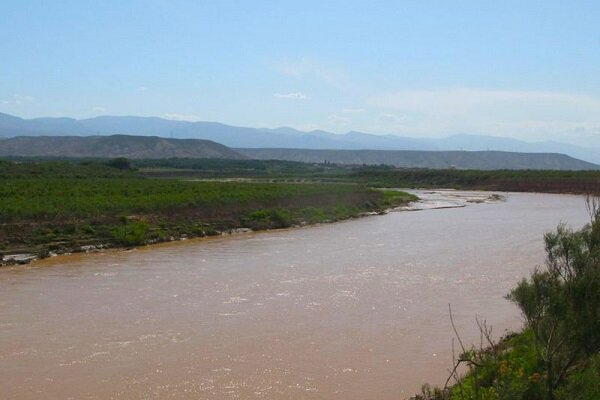
رودخانه قزل اوزن

رودخانه قزل اوزن یکی از مهم‌ترین رودخانه‌های ایران و زنجان و طولانی‌ترین رودخانه غرب کشور محسوب می‌شود، این رودخانه از کوه‌های چهل چشمه کردستان سرچشمه می‌گیرد، در طی مسیر خود زمین‌ها را شسته و خاک رس قرمز رنگ را با خود حمل می‌کند و به نظر هر بیننده، این رودخانه سرخ رنگ بوده و به همین جهت به قزل اوزن معروف شده است. قزل اوزن از راه قشلاقات افشار در حومه خدابنده وارد محدوده استان زنجان می‌شود. و با طولی بالغ بر ۵۵۰ کیلومتر و با عبور از استان‌های زنجان، آذربایجان شرقی و اردبیل، در طول مسیر خود شاخه‌های متعدد دیگری به این رود می‌پیوندند و در نهایت در گیلان رودخانه شاهرود به رودخانه قزل‌اوزن می‌پیوندد و تشکیل رودخانه سفیدرود را می‌دهند.
رودخانه زنجان چای که در زنجان به رود چای نیز معروف است، از ارتفاعات سلطانیه و کوه‌های آق‌داغ سرچشمه می‌گیرد و با ۱۴۲ کیلومتر طول و پس از گذشتن از بخش حومه زنجان و اراضی چایپاره در نزدیکی روستای رجین به رودخانه قزل اوزن می‌پیوندد.

### دشت آهوان
دشت سهرین زنجان یکی از مناطق با ارزش ایران و تنها مأمن و زیستگاه آخرین بازمانده آهوی ایرانی (Gazella subgutturosa) در شمال غرب ایران محسوب می‌شود. در بهمن ۵۷ با مصوبه شورای عالی حفاظت محیط زیست به عنوان بخشی از منطقه حفاظت شده سرخ‌آباد تحت مدیریت سازمان حفاظت محیط زیست قرار گرفت.

### اقلیم
زنجان از نظر اقلیمی در منطقه‌ای کوهستانی و خیلی سرد واقع شده است و دارای آب و هوای خشک و سرد می‌باشد. زمستان‌های زنجان طولانی و سرد با دمای زیر صفر و تابستان‌های این شهر نیز معمولاً معتدل تا نسبتاً گرم می‌باشد. شهر زنجان به عنوان پاک‌ترین شهر ایران رکورد کم‌ترین آلودگی هوا را به خود اختصاص داده است. همچنین این شهر به عنوان سردترین مرکز استان در کشور ثبت شده است.
میانگین بارندگی سالانه زنجان ۳۲۴ میلی‌متر است و که از این میزان ۳۵٫۶ درصد بارندگی در فصل بهار و ۳٫۶ درصد در فصل تابستان و ۲۶٫۴ درصد در فصل پاییز و ۳۴٫۲ درصد نیز مربوط به فصل زمستان است.
میانگین کمینه و بیشینه دمایی و میانگین بارش ماهانه
|                  | ژانویه | فوریه | مارس | آوریل | مه   | ژوئن | ژوئیه | اوت  | سپتامبر | اکتبر | نوامبر | دسامبر |   |       |
| دمای بیشینه (°C) | ۲٫۱    | ۴٫۳   | ۱۰٫۳ | ۱۷    | ۲۲٫۸ | ۲۸٫۸ | ۳۲٫۲  | ۳۱٫۶ | ۲۸٫۱    | ۲۰٫۴  | ۱۲٫۷   | ۵٫۵    | Ø | ۱۸    |
| دمای کمینه (°C)  | -۸٫۱   | -۶٫۴  | -۱٫۲ | ۳٫۷   | ۷٫۶  | ۱۱٫۲ | ۱۴٫۹  | ۱۴٫۲ | ۹٫۹     | ۵٫۵   | ۰٫۷    | -۴٫۴   | Ø | ۴     |
|                  |        |       |      |       |      |      |       |      |         |       |        |        |   |       |
| بارش (mm)        | ۳۳٫۵   | ۳۰    | ۴۵٫۷ | ۵۶٫۵  | ۴۶٫۲ | ۷٫۳  | ۴٫۶   | ۳٫۴  | ۴٫۲     | ۲۶    | ۲۸٫۸   | ۲۹٫۲   | Σ | ۳۱۵٫۴ |
|                  |        |       |      |       |      |      |       |      |         |       |        |        |   |       |
| روزهای بارانی    | ۱۰٫۷   | ۹٫۴   | ۱۲٫۵ | ۱۲٫۳  | ۱۱٫۱ | ۳٫۳  | ۲٫۱   | ۲٫۳  | ۱٫۷     | ۶٫۵   | ۷٫۳    | ۹٫۶    | Σ | ۸۸٫۸  |

| -۸٫۱ |

| -۶٫۴ |

| -۱٫۲ |

| ۳٫۷ |

| ۷٫۶ |

| ۱۱٫۲ |

| ۱۴٫۹ |

| ۱۴٫۲ |

| ۹٫۹ |

| ۵٫۵ |

| ۰٫۷ |

| -۴٫۴ |

| -۸٫۱ |

| -۶٫۴ |

| -۱٫۲ |

| ۳٫۷ |

| ۷٫۶ |

| ۱۱٫۲ |

| ۱۴٫۹ |

| ۱۴٫۲ |

| ۹٫۹ |

| ۵٫۵ |

| ۰٫۷ |

| -۴٫۴ |

| بارش | ۳۳٫۵   | ۳۰    | ۴۵٫۷ | ۵۶٫۵  | ۴۶٫۲ | ۷٫۳  | ۴٫۶   | ۳٫۴ | ۴٫۲     | ۲۶    | ۲۸٫۸   | ۲۹٫۲   |
|      | ژانویه | فوریه | مارس | آوریل | مه   | ژوئن | ژوئیه | اوت | سپتامبر | اکتبر | نوامبر | دسامبر |

### گسل‌ها
زون گسلی سلطانیه، منطقه زنجان را شدیداً تحت تأثیر قرار داده است. گسل سلطانیه، گسلی معکوس با روند شمال غربی می‌باشد که از مجاور شهر سلطانیه آغاز و به طرف شمال‌غرب تا کوهپایه‌های جنوبی زنجان امتداد یافته است. مطالعات نشان می‌دهند که حرکت امتداد لغز معکوس مربوط به فعالیت‌های اخیر گسل سلطانیه قابل توجه بوده و سبب رخداد تعدادی از زمین لرزه‌های تاریخی منطقه بوده است.
زنجان دشتی گسلی است و بررسی‌های مورفولوژیکی و زمین‌ساختی منطقه نشان می‌دهد که تلاقی دو زون گسلی اصلی با جهت شمال غربی-جنوب‌شرقی (شامل گسل‌های زنجان و سلطانیه در جنوب و طارم و تالش در شمال) و گسل ارمغانخانه با جهت شمالی-جنوبی در شکل‌گیری دشت زنجان و عوارض مورفولوژیکی منطقه  ازجمله رودخانه زنجانرود تأثیر گذار بوده‌اند.
شهر زنجان در محاصره دو گسل اصلی منطقه، گسل تبریز و گسل سلطانیه واقع شده است. گسل تبریز از دشت زنجان-ابهر شروع شده و با امتداد شمال غرب تا رشته کوه‌های شمال تبریز و شمال غرب آذربایجان و تا قفقاز ادامه دارد. این گسل از گسل‌های فعال و از نوع راست‌لغز است و طول جانبی آن از جنوب ابهر تا ارتفاعات آرارات ترکیه بیش از ۶۰۰ کیلومتر است.
بخش زیادی از ساخت و سازهای چند دهه اخیر شهر زنجان بدون توجه به آیین‌نامه‌های استحکام بخش و پایدارسازی بنا از قبیل آیین‌نامه ۲۸۰۰ احداث گردیده است و گزارش‌ها و مطالعات آسیب‌پذیری زلزله در مناطق مختلف شهری زنجان نشان از عدم استحکام و ایمنی بناها در سطح شهر زنجان دارند. مناطق یک تا پنج شهرداری زنجان رتبه بالاتری را از نظر کیفیت و ایمنی ساختمان‌ها در برابر زلزله دارا هستند.

### چمن سلطانیه
چمن طبیعی سلطانیه با مساحتی بالغ بر ۳۵ کیلومتر مربع و به طول ۲۰ کیلومتر و عرض متوسط ۲ کیلومتر در جنوب زنجان واقع شده است و با ارتفاع میانگین ۱۸۰۰ متر مرتفع‌ترین منطقه فلات زنجان-ابهر می‌باشد و دو رود مهم استان، رودخانه زنجانرود و ابهررود از ارتفاعات چمن سلطانیه سرچشمه می‌گیرند. باتوجه به شیب کم منطقه و تراز بالای آب‌زیرزمینی باعث ایجاد چمن سلطانیه به عنوان یک چراگاه‌های طبیعی با چشم‌اندازهای زیبا به خصوص در فصول پرباران سال شده است. به علت سردسیر بودن چمن سلطانیه، ایلخانان بعد از انتخاب تبریز به عنوان پایتخت، متوجه سلطانیه که در آن زمان معروف به شرویاز یا شهریاز بود شدند و از آن پس با احداث شهر سلطانیه، این شهر را به‌عنوان پایتخت خود برگزیدند.

## اقتصاد

### صنعت و معدن
زنجان در مقایسه با سایر استان‌های کشور از پتانسیل معدنی قابل توجهی برخوردار است و از ۶۵٪ انواع مواد معدنی که در ایران تولید می‌گردد ۳۵ نوع ماده معدنی در این استان وجود دارد. از نظر وجود ذخایر معدنی از قطب‌های معدنی ایران  ازجمله ذخایر سرب و روی محسوب گردد. با توجه اینکه ۹۰ درصد کارخانجات حوزه روی و بزرگ‌ترین معدن روی ایران، در استان زنجان می‌باشد، زنجان تبدیل به قطب روی کشور شده است، همچنین این شهر در حوزه مس و صنایع وابسته از دیرباز فعال بوده است و می‌تواند با جذب سرمایه‌گذاری‌ها و سیاست گذاری مناسب در این زمینه به قطب مس در ایران تبدیل شود.
با توجه به استقرار شرکت‌های ایران ترانسفو، پارس سوئیچ و شرکت‌های نولیدکننده انواع سیم و کابل، استان زنجان بیشترین سهم تولیدات تجهیزات برق فشار قوی را درکشور ایران دارا می‌باشد.
زنجان به عنوان قطب صنعت نساجی در ایران شناخته می‌شود و حدود ۱۴ درصد جمعیت شاغل استان در این صنعت فعال هستند. زنجان جایگاه ویژه‌ای در صنعت نساجی کشور دارد و جزو چهار استان برتر در این حوزه می‌باشد.
ترانسفورماتور، روی، مصالح ساختمانی، مواد غذایی و نساجی از عمده محصولات صادراتی هستد که از استان زنجان به کشور همسایه و خارجی صادر می‌شود.

### بازرگانی
بازار بزرگ زنجان به عنوان مرکز اقتصادی شهر در محدوده جنوبی شهر زنجان با جهت شرقی-غربی به طول بیش ازیک کیلومتر قرار گرفته است و  درحال حاضر، این مجموعه تجاری یازده هکتار مساحت را به خود اختصاص داده است و دارای ۱۵سرای مختلف می‌باشد. احداث بازار زنجان درسال ۱۲۰۵هجری قمری در دوران حکومت آغامحمدخان قاجار آغاز گردید و به سال ۱۲۱۳ هجری قمری مقارن با حکومت فتحعلی شاه قاجار پایان یافت.

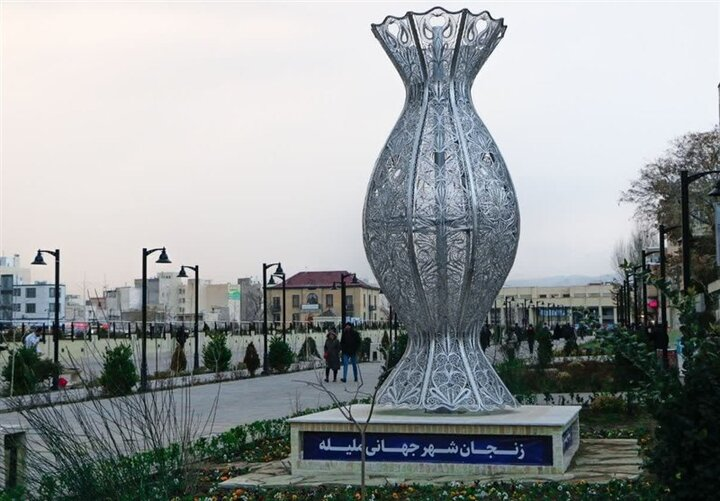
بزرگ‌ترین المان ملیله واقع در مجموعه فرهنگی و گردشگری سبزه میدان زنجان

زنجان به عنوان نخستین خاستگاه ملیله کاری با قدمتی بیش از هزار سال در صنایع دستی از شهرهای شاخص کشور در زمینه صنایع دستی می‌باشد. رونق این هنر دستی از دوره سلجوقی آغاز و در دوره صفویه به اوج خود رسیده است. در دوره حکومت رضاخان و پهلوی‌ها، با مهاجرت بسیاری از هنرمندان زنجانی به استان‌های تهران و اصفهان به مرور زمان ملیله کاری در این شهرها نیز رواج و گسترش یافت.
صنایع دستی از قبیل ورشوسازی و نقره‌سازی و ملیله کاری و چاروق‌دوزی و چاقوسازی، مسگری و فرش‌بافی (فرش زنجان) از صنایع مهم شهر زنجان می‌باشند.
صنایع دستی از قبیل ورشوسازی و نقره‌سازی و ملیله کاری و چاروق‌دوزی و چاقوسازی، مسگری و فرش‌بافی (فرش زنجان) از صنایع مهم شهر زنجان می‌باشند.
چاقوی زنجان آوازهٔ جهانی دارد و هنرمندان زیادی در این عرصه مشغول به فعالیت هستند. چاقوها از فولاد استیل محکم و ضدزنگ درست می‌شوند و ظرافت، قدرت در برش و نحوهٔ آبکاری فلز  ازجمله مشخصات برجسته چاقوی زنجان است.

## ترابری

### حمل و نقل جاده‌ای
زنجان  به‌دلیل موقعیت ویژه جغرافیایی و همسایگی با ۷ استان ایران(۵ استان مرزی ایران) و نزدیکی به پایتخت و همچنین واقع شدن در مسیر کریدورهای بین‌المللی حمل‌ونقل جنوب به شمال و شمال غرب و کریدور غرب به شرق از جهت شبکه‌های حمل‌ونقل و مواصلاتی اهمیت خاصی در سطح کشور برخوردار می‌باشد.

کریدورهای بین‌المللی که زنجان در مسیر عبور آن‌ها قرار دارد:

#### کردیور بزرگراه‌های آسیایی
از شبکه‌های بزرگراهی آسیایی سه مسیر AH1 و AH2 و مسیر AH7 از کشور ایران عبور می‌کنند که زنجان در مسیر کریدور AH1 قرار دارد و این مسیر یکی از مهم‌ترین خطوط بزرگراهی آسیا محسوب می‌باشد.

#### کریدور حمل و نقل آلتید
کریدور بین‌المللی آلتید خود دارای سه کریدور فرعی شرقی و غربی، کریدور شمالی-جنوبی و کریدور مرکزی می‌باشد. کریدور جنوبی آلتید با عبور از کشور ترکمنستان و شمال ایران با عبور از منطقه آذربایجان و زنجان به ترکیه و بلغارستان و درنهایت به شمال اروپا منتهی می‌شود.

#### کریدور جاده ابریشم
جاده ابریشم از شرق کشور چین از شهرهای شانگهای و سیان شروع می‌شود و با عبور از ترکستان شرقی و کشورهای منطقه آسیایه میانه و با گذر از شهرهای کاشغر و سمرقند و بخارا در نهایت به تهران ختم می‌شود و پس از تهران به دو شاخه اصلی تقسیم می‌شود و شاخه جنوبی به شهرهای بغداد و دمشق و قاهره متصل می‌شود و کریدور شمالی جاده ابریشم نیز با عبور از زنجان و تبریز به آنکارا و اروپا منتهی می‌شود.

### حمل و نقل ریلی
زنجان در مسیر راه‌آهن سراسری که جنوب و مرکز آسیا را به روسیه و اروپا پیوند می‌دهد واقع شده است و مسیر ریلی مرکز و شرق ایران را به شمال غرب ایران پیوند می‌دهد.

### فرودگاه
فرودگاه زنجان با مساحت ۴۰۰ هکتاری در فاصله ۱۵ کیلومتری شمال‌غرب شهر زنجان در مسیر جاده قدیم زنجان-اردبیل واقع شده است. این فرودگاه از سال ۱۳۹۰ شروع به فعالیت کرده است. فعلاً پروازهای فرودگاه زنجان به مقصد مشهد صورت می‌پذیرد. از خردادماه سال ۹۲، برنامه توسعه باند فرودگاه زنجان آغاز شده است.
با توجه به مصوبه دولت مبنی بر تبدیل فرودگاه زنجان به مرز هوایی در اردیبهشت ۹۱ نیز نخستین پرواز خارجی به مقصد عربستان انجام شد. این فرودگاه قابلیت پذیرش انواع هواپیماهای پهن پیکر، انواع هواپیماهای متوسط و بدنه باریک و هلی‌کوپتر را دارا است. و هواپیماهای ایرباس ۳۰۰، ۳۱۰، ۳۲۰ و هواپیماهای نوع ABe در مسیرهای عربستان(حج عمره و حج تمتع) و مسیر زنجان-مشهد مشغول عملیات هستند، همچینین پروازهای غیربرنامه‌ای مختلف نظامی، آموزشی و امدادی در این فرودگاه انجام می‌گیرد.
با توجه به علاقه مردم، قرار است سفرهای خارجی به مقصد ترکیه و جمهوری آذربایجان نیز از فرودگاه زنجان برقرار گردد.

### پایانه مسافربری زنجان
ترمینال زنجان در بخش جنوبی شهر زنجان واقع شده است و ۷ شرکت مسافربری داخلی فعالیت دارند. این ترمینال دارای یک ساختمان چهار طبقه می‌باشد که کاربری چند منظوره دارد و علاوه بر ترمینال بین شهری برای تاکسیرانی شهری نیز استفاده می‌شود.
سفرهای خروجی این ترمینال شامل تهران، پایانه قم، پایانه ساری، آمل، بابل، اصفهان ترمینال کاوه، پایانه تبریز، ترمینال امام رضا (ع) مشهد، اهواز، اندیمشک، شیراز، آباده، ساوه، رشت، لاهیجان، لنگرود، پایانه ارومیه، خسروی، پایانه سنندج، پایانه همدان، ملایر، پایانه خرم‌آباد، بروجرد، پایانه سمنان، شاهرود، پایانه گرگان و گنبدکاووس می‌شود.

## آثار تاریخی
- بازار زنجان، طولانی‌ترین بازار سرپوشیده ایران[۱۰۸]
- مسجد میرزائی (اوایل صفوی)[۱۰۹]
- مسجد جامع زنجان (دورهٔ قاجار)[۱۰۸]
- مسجد چهل‌ستون زنجان (دورهٔ قاجار)[۱۰۸]
- مسجد جمیله خانم (دورهٔ قاجار)[۱۰۸]
- مسجد اسحاق‌میرزا (دورهٔ قاجار)[۱۰۸]
- مسجد عباسقلی (دورهٔ قاجار)[۱۰۸]
- مسجد دمیریه (دورهٔ قاجار)
- بقعه میرزا ابوالقاسم زنجانی (دورهٔ قاجار)[۱۰۸]
- بقعه مجتهدی (دورهٔ قاجار)[۱۰۸]
- بقعه میرزا مهدی زنجانی (دورهٔ قاجار)
- عمارت ذوالفقاری (دورهٔ قاجار)[۱۰۸]
- خانه و باغ معین‌التجار (دورهٔ قاجار)[۱۱۰]
- خانه شیخ‌الاسلامی (دورهٔ قاجار)[۱۰۸]
- خانه بهمنی (دورهٔ قاجار)
- خانه توفیقی (اواخر قاجار)
- خانه مقدم (دورهٔ قاجار)
- خانه خدیوی (دورهٔ پهلوی)[۱۰۸]
- کارخانه کبریت سازی (دورهٔ پهلوی) که  درحال حاضر به عنوان موزه بازگشایی شده است.
- بنای رخت‌شوی‌خانه (دورهٔ پهلوی)[۱۰۸]
- کاروانسرای سنگی (دورهٔ صفوی)[۱۰۸]
- کاروانسرای دخان (دورهٔ قاجار)[۱۰۸]
- حمام حاج‌داداش (دورهٔ قاجار)
- پل سردار (دورهٔ قاجار)[۱۰۸]
- پل حاج سید محمد (دورهٔ قاجار)[۱۰۸]
- پل میر بهاءالدین (دورهٔ قاجار)[۱۰۸]

## عمارت‌های تاریخی
- عمارت دارایی (دورهٔ قاجار)
- عمارت ذوالفقاری (دورهٔ قاجار)
- عمارت توفیقی (دورهٔ قاجار)
- عمارت شیخ‌الاسلامی (دورهٔ قاجار)
- عمارت ضیائی (دورهٔ قاجار)
- عمارت مظفری (عاصم السلطنه) (دورهٔ قاجار)
- عمارت معینی (دورهٔ قاجار)
- عمارت بهمنی (دورهٔ قاجار)
- عمارت مقدم (دورهٔ قاجار)
- خانه خدیوی (دورهٔ پهلوی)

## مردم‌شناسی

### زبان
زبان مردم این شهر در گذشته، از گویش‌های پارسی بوده است اما پس از هجوم مغول و گسترش سلسله‌های تُرک به مرور، زبان زنجان از پارسی به تُرکی آذربایجانی تغییر کرد و این زبان تا قرون بعدی باقی ماند، اما اخیراً طبق تحقیقاتی که در سال ۲۰۱۷ میلادی انجام شد این مهم را نشان می‌داد که از نو خانواده‌های آذربایجانی‌زبان در شهر زنجان، تغییر زبان به فارسی را سرلوحه گفتمان قرار داده‌اند، و بیشتر به زبان فارسی صحبت می‌کنند.به هر روی امروزه برآیند زبانی مردم زنجان شامل، ترکی آذربایجانی با لهجه زنجانی و فارسی می‌باشد.

نوع و وضعیت زبان مردم در سال‌های پس از اسلام تا مهاجرت تُرکان به یاری آثار جغرافی‌دانان و سیاحان عرب و ایرانی به خوبی روشن است. ابن ندیم به نقل از ابن مقفع به زبان پارسی و ایرانی اشاره می‌کند. اصطخری در المسالک و الممالک، ابن حوقل در صورة الارض و مقدسی در احسن التقاسیم فی معرفة الاقالیم زبان مردم زنجان را فارسی ذکر کرده‌اند.حمدالله مستوفی در نزهةالقلوب (تألیف در ۷۴۰ق/۱۳۳۹م) زبان زنگان و مراغه و تالش گشتاسبی را پهلوی ذکر می‌کند و می‌گوید «زبانشان پهلوی به جیلانی بازبسته است» این نکته درمورد ذکر نام‌هایی مانند پهلوی، فارسی و آذری حائز اهمیت است که در این باره مسعودی از مورخان سده چهارم هجری قمری مفصل دربارهٔ آن پرداخته، وی از میان زبان‌های مختلف ایرانی به زبان‌های پهلوی، دری و آذری اشاره کرده و آن‌ها را به عنوان گویش‌های زبان فارسی معرفی می‌کند و می‌افزاید؛ 
پارسیان قومی بودند که قلمروشان دیار جبال بود از ماهات و غیره و آذربایجان تا مجاور ارمنیه، آران و بیلقان تا دربند که همان باب الأبواب است و ری، طبرستان، ماسگت، شابران، گرگان و اَبَرشَهر که نیشابور است و هرات، مَرو و سایر بخش‌های خراسان، سیستان، کرمان، فارس و اهواز و دیگر سرزمین‌های ایران که به آن پیوسته است. همه این ولایت‌ها یک مملکت بوده، پادشاهش یکی بود و زبانش یکی بود است، فقط در بعضی کلمات تفاوت داشتند؛ زیرا وقتی حروفی که زبان را بدان می‌نویسند یکی باشد و ترکیب کلمات نیز یکی باشد، زبان یکی است و گرچه در چیزهایی دیگر تفاوت داشته باشند.
 در کتاب تاریخ زنجان آمده؛ 
آنچه مسلم است قبل از هجوم اقوام مغول، زبان مردم این منطقه فارسی بوده است.
در طی قرون چهارم و پنجم هجری قمری، زنجان به علت داشتن چراگاه‌های وسیع و رودخانه‌های پرآب مورد توجه ایل‌ها مختلف و قبیله‌های پرجمعیت تُرک قرار گرفت که به مرور ساکن این مناطق شدند. این مهم را باید توجه داشت که فرایند دگرگونی زبان از فارسی به تُرکی ابتدا در نواحی روستایی رخ داده است به نوشته زریاب خوئی چون در این زمان‌ها، تُرکمانان به حکم چادرنشینی و گله داری در مراتع و چراگاه‌های مجاور روستاها به زندگی پرداختند از این رو مسئله تُرکی شدن، زبان مردم زنجان از قصبه‌ها و روستاها آغاز شد و نفوذ زبان تُرکی به شهرها که مراکز فرهنگی بودند دیرتر صورت گرفت. نخست نام‌های روستاها و مزارع و بسیاری از رودخانه‌ها و کوه‌ها به تُرکی تبدیل شد؛ مثلاً در اسناد قدیم نام رودخانه قزل‌اوزن سپیدرود یا سفیدرود است؛ اما پس از آمدن ترکان نام آن در زنجان به قزل‌اوزن یعنی رودخانه سرخ تغییر یافت و نام قدیمی آن سفیدرود تنها به قسمت‌هایی از رودخانه که در شمال و در سواحل خزر جریان دارد اطلاق شد.
منطقه زنجان یا خمسه قدیم از قرون میانه ایران تا به امروز به عنوان یکی از سکـونتگاه اصلی ایل افشار و تیره‌های مختلف آن شناخته می‌شود. ایل‌های افشار یکی از ایل‌های تشکیل دهنده سپاهیانی بودند که توانستند اقتدار شاه اسماعیل اول صفوی را در ایران استوار کنند و سران و امیران مختلف طایفه‌های افشار درجنگ‌های پادشاهان صفوی با عثمانی‌ها و ازبک‌ها و نیز در لشکرکشی‌های سپاه نادرشاه نقش بزرگ و مهمی ایفا کردند.

توزیع جغرافیایی مناطقی که در آن‌ها به زبان ترکی آذربایجانی سخن گفته می‌شود.

ترکی آذربایجانی به زبانی اطلاق می‌شود که در داخل مرزهای کشور ایران زبان محاوره اکثریت مردم منطقه شمال غرب ایران می‌باشد. و علاوه بر شمال غرب ایران در مناطق مختلفی از سراسر ایران توسط گروه‌های مختلفی از مردم ایران استفاده می‌شود. ترکی آذربایجانی همچنین زبان رسمی جمهوری آذربایجان نیز محسوب می‌شود و علاوه بر ایران و آذربایجان، در برخی از مناطق کشورهای روسیه، ترکیه، سوریه، عراق، افغانستان نیز دارای گویشوران بسیار زیادی می‌باشد. زبان ترکی آذربایجانی در شکل‌گیری تاریخی خود مرتبط با لهجه‌های قدیمی‌تر زبان‌های ترکی، مانند لهجه اوغوز و تا حدود زیادی لهجه قپچاق بوده است، در سیر تحول و گسترش خود بنا به اقتضای شرایط تاریخی و اجتماعی از یک سو با سایر شاخه‌های زبان ترکی مرتبط بوده و از سوی دیگر  به‌دلیل همجواری و ترکیب با جوامع غیر ترک مثل زبان‌های عربی و فارسی بوده و از این زبان‌ها تأثیر گرفته است.

### جمعیت
جمعیت شهر زنجان در اولین سرشماری عمومی نفوس و مسکن در سال ۱۳۳۵ شمسی برابر با ۴۷۱۵۹ نفر بود.جمعیت شهر طی دهه ۱۳۵۵–۱۳۶۵ با رشد ۷٫۶ درصدی به بیش از دو برابر افزایش پیدا می‌کند و از ۱۰۰۳۵۱ نفر به ۲۱۵۴۵۸ در سال ۱۳۶۵ می‌رسد.
|                  | ۱۳۶۵   | ۱۳۷۵   | ۱۳۸۵   | ۱۳۹۰   | ۱۳۹۵   |
| ---------------- | ------ | ------ | ------ | ------ | ------ |
| جمعیت شهرستان    | ۳۳۲۸۶۸ | ۴۰۴۶۶۵ | ۴۵۴۶۱۶ | ۴۸۶۴۹۵ | ۵۲۱۳۰۲ |
| متوسط رشد سالانه | -      | ۱٫۹۷   | ۱٫۱۷   | ۱٫۳۶   | ۱٫۳۹   |

### دین
دین اغلب مردم زنجان اسلام است و اهالی زنجان پیرو مکتب شیعه به‌شمار می‌روند.

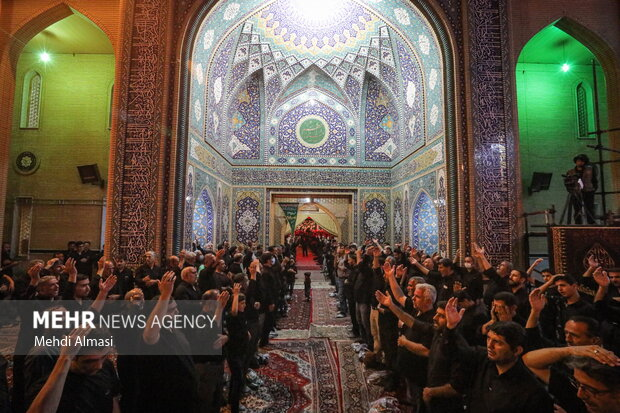
حسینیه اعظم زنجان

حسینیه اعظم زنجان یکی از بزرگ‌ترین مراکز مذهبی جهان تشیع می‌باشد و در سال ۱۳۸۷ به عنوان دهمین میراث معنوی در ایران به ثبت رسید است. همه ساله در روز هشتم محرم دسته عزاداری بزرگی برگزار می‌شود که قدمتش به دوران قاجاریه می‌رسد. این دسته دومین قربانگاه جهان اسلام پس از منا در عربستان و نخستین قربانگاه جهان تشیع در زنجان به‌شمار می‌رود. جمعیت دسته عزاداری حسینیه اعظم را بین ۵۰۰ هزار تا یک میلیون نفر دانسته‌اند این اجتماع به عنوان دهمین میراث معنوی کشور ثبت گردیده است. در صداوسیما، از دسته حسینیه اعظم زنجان به عنوان بزرگ‌ترین دسته عزاداری جهان نام می‌برند.

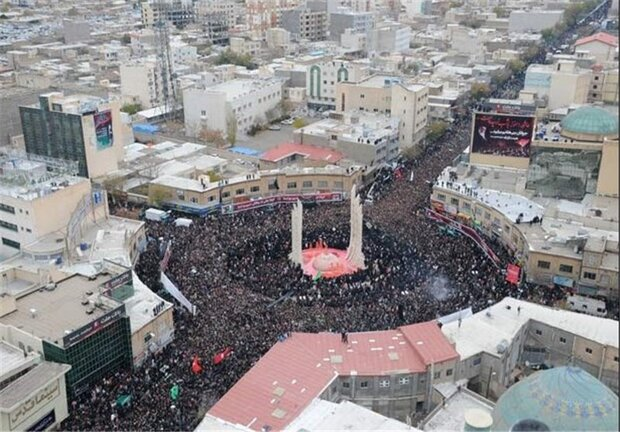
زنجان، پایتخت شور و شعور حسینی

بررسی اسناد و کتاب‌های تاریخی معتبر نشان از قدمت حسینیه اعظم زنجان است و تاریخچه اولیه این مسجد به اواخر دوره صفویه برمی گردد که در دوره قاجار تجدید بنا شده است.
برگزاری اعیاد و مراسم مذهبی و عزاداری‌ها در زنجان دارای شهرت ملی و جهانی است مراسم عزاداری ماه محرم در مساجد و هیئت‌های مختلف شهر، جلوه ویژه‌ای به شهر بخشیده و شهر زنجان به‌عنوان پایتخت شور و شور حسینی شناخته می‌شود.
در حرکت دسته عزاداری حسینیه اعظم زنجان علاوه برشماری از مردم زنجان افراد عالی‌رتبه کشوری و لشکری و مهمانان خارجی حضور می‌یابند و همه ساله نذورات این حسینیه بیش از یک میلیارد تومان جمع‌آوری می‌شود که بیشترین نذری که تقدیم حسینیه می‌شود احشام زنده و ذبح شده مقابل دسته عزاداری است، از زنجان با عنوان پایتخت شور و شعور حسینی نیز یاد می‌شود از سال ۸۳ خورشیدی که دسته عزاداری به صورت زنده و مستقیم از صدا و سیما پخش می‌شود. شهرهای دیگر مانند اردبیل از عزاداری زنجانی‌ها الگو برداری کردند.

## سرشناسان
- یوسف ثبوتی فیزیکدان و منجم سرشناس ایرانی که سابقه تدریس در دانشگاه‌های انگستان و آمریکا و ایران را دارد، وی بنیان‌گذار دانشگاه تحصیلات تکمیلی علوم پایه زنجان، مؤسس رصدخانه ابوریحان بیرونی در دانشگاه شیراز و عضو انجمن بین‌المللی نجوم (IAU) می‌باشد.[۱۴۵][۱۴۶]
- امیر اعلم غضنفریان جوان نخبه ایرانی و دانش‌آموخته دانشگاه استنفورد که در سال ۱۳۶۷ به عنوان اولین ایرانی، موفق به کسب مدال نقره المپیاد ریاضی در کشور استرالیا شده بود.[۱۴۷][۱۴۸]
- مجید شهریاری از دانشمندان هسته‌ای ایران و استاد دانشگاه شهید بهشتی بود.[۱۴۹]
- امیر حاتمی از فرماندهان ارتش ایران و وزیر دفاع دولت دوازدهم در ایران بود[۱۵۰]
- جمیله شیخی بازیگر سینما و تلویزیون ایران و مادر آتیلا پسیان[۱۵۱]
- امیر جعفری بازیگر تلویزیون، سینما و تئاتر ایرانی[۱۵۲][۱۵۳]
- جمال شورجه نویسنده و کارگردان برجسته ایرانی در حوزهٔ سینمای دفاع مقدس[۱۵۴]
- علیرضا خمسه بازیگر، فیلم‌نامه‌نویس، کارگردان ایرانی[۱۵۵]
- حسن معجونی کارگردان، طراح و بازیگر ایرانی[۱۵۶]
- رضا میرکریمی کارگردان و فیلمنامه‌نویس سینمای ایران[۱۵۷]
- علی‌اکبر توفیقی اولین شهردار زنجان[۱۵۸]
- محمود خان ذوالفقاری سردار ملی زنجان[۱۵۹]
- مسلم عسگری پیشکسوت موسیقی آشیقی زنجان و چهره‌ای شناخته شده در موسیقی سنتی آشیقی در ایران، آذربایجان و ترکیه است[۱۶۰][۱۶۱]
- حسین منزوی غزلسرای معاصر و نامدار ایران از برجسته‌ترین شاعران و ادیبان معاصر[۱۶۲]
- فرزاد حاتمی بازیکن فوتبال که سابقه بازی در تیم‌های پرطرفدار همچون سپاهان اصفهان، تراکتورسازی آذربایجان، استقلال تهران، فولاد خوزستان، و پرسپولیس تهران را دارد.[۱۶۳]

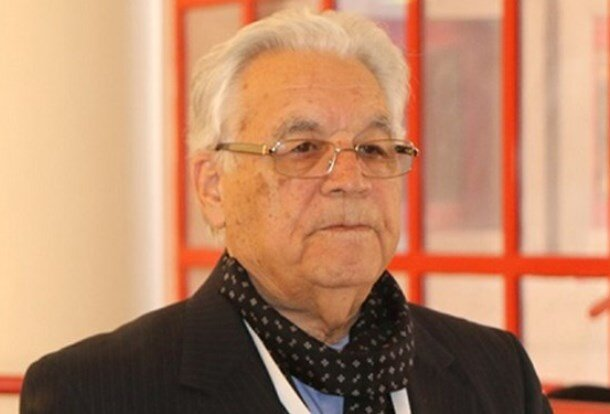
یوسف ثبوتی
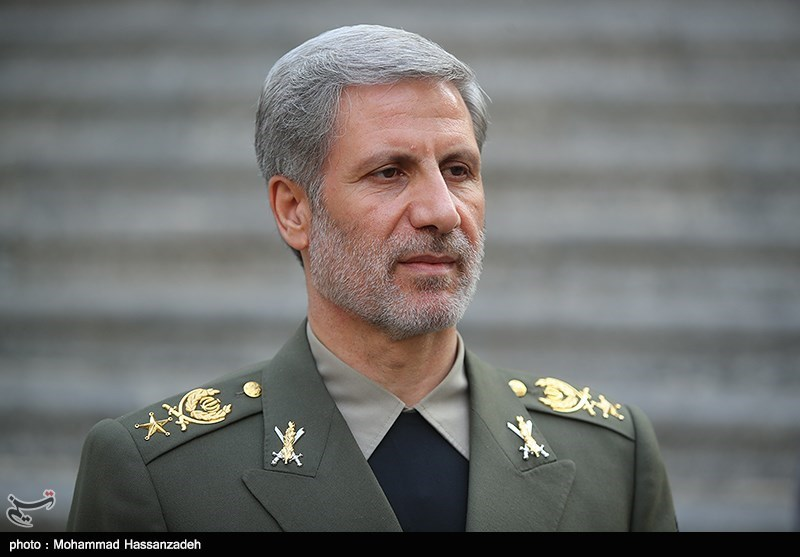
امیر حاتمی
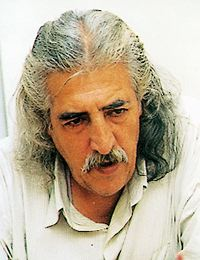
حسین منزوی
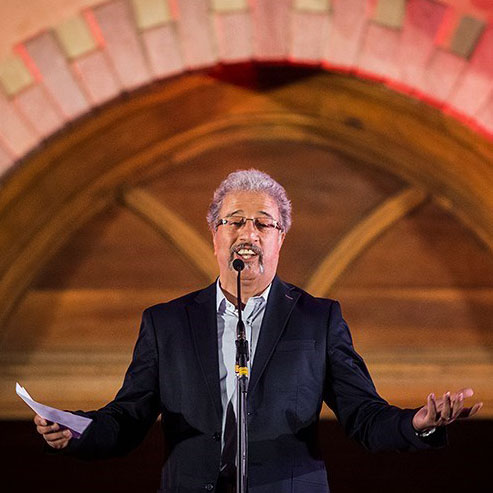
علیرضا خمسه
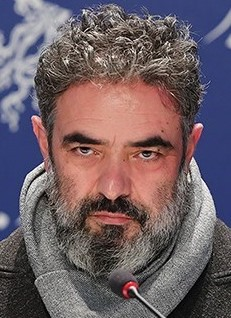
حسن معجونی
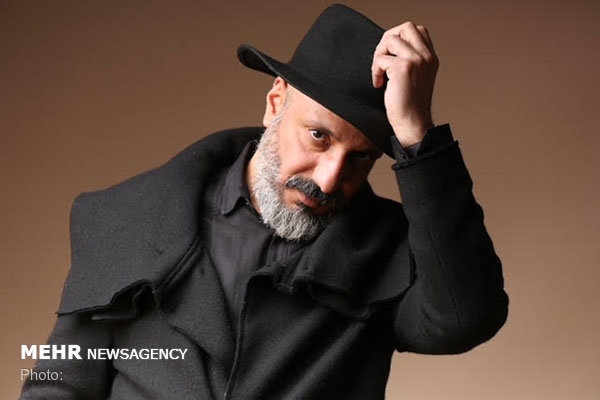
امیر جعفری
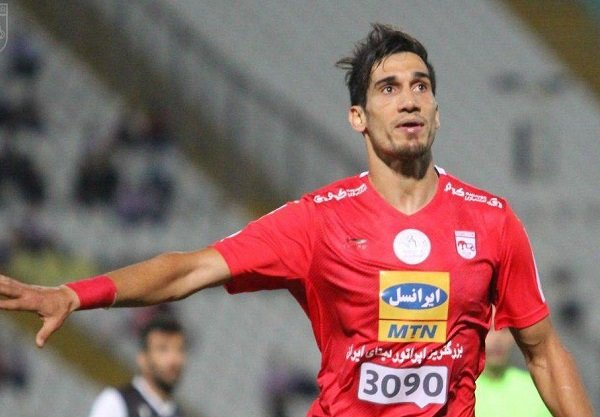
فرزاد حاتمی

## توسعه شهری و محلات
با وجود اینکه برخی منابع تاریخی، بنای اولیه شهر تاریخی زنجان را به دوره ساسانیان یا حتی مادها نسبت داده‌اند بررسی گزارش سیاحان و جهانگردان و همچنین مطالعه متون تاریخی و مطالعات باستان‌شناسی نشان می‌دهد باوجود قدمت سه هزار ساله زنجان، همه آثار کنونی و بافت شهری زنجان نسبتاً جدید است. بنای اولیه شهر امروزی زنجان مرتبط با دوران صفویه می‌باشد که در ادامه در دوره قاجار گسترش و تکوین می‌یابد.
در دوره قاجار جمعیت زنجان نسبت به گذشته افزایش چشم‌گیری پیدا می‌کند و در سایه توجه شاهان قاجار به شهری بزرگ و آباد تبدیل می‌شود و ملقب به دارالسعاده می‌شود. در این دوره شهر به سه منطقه اصلی تقسیم شده بود. بخش مرکزی شهر با جای گرفتن مراکز حکومتی، اداری و مذهبی در آن موجودیت یافته و فاقد اسم خاصی بوده است. بخش دیگر شهر تحت عنوان یوخاری باش که شامل اراضی و محلات واقع در شرق محدوده مرکزی در مجموعه بازار را شامل می‌شد و افراد ساکن در این منطقه در کلیات با همین عنوان مشخص شده و از نظر اقتصادی (در اوایل دوران قاجار) از ظرفیت بالای مالی برخوردار بوده‌اند. بخش دیگر شهر اراضی و محلات واقع در غرب محدوده مرکزی به نام اشاقه‌باش شناخته می‌شدند.

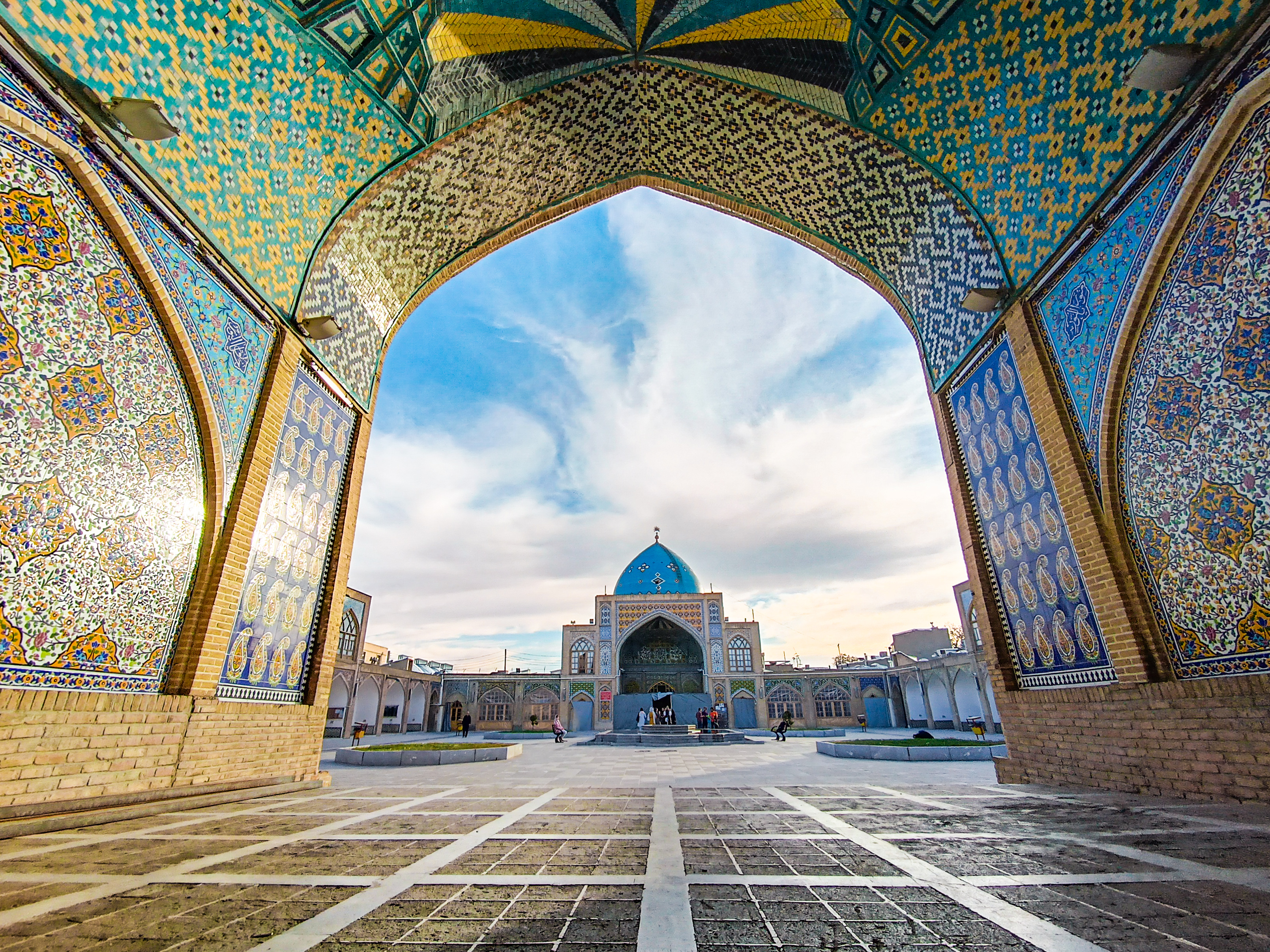
مسجد جامع شهر زنجان

در دوره فتحعلی‌شاه با انتصاب شاهزاده عبدالله میرزا (ملقب به دارا) به حکومت زنجان، توسعه و رشد ساختاری شهری زنجان با سرعت بیشتری ادامه پیدا می‌کند. در دوران حکومت دارا بر زنجان بناهای بزرگی مانند مسجد سلطانی (مسجد جامع کنونی) احداث می‌گردد و بازار بزرگ زنجان توسعه بیشتری می‌یابد، در ادامه  به‌دلیل بزرگ شدن شهر و ایجاد محلات جدیدی  ازجمله محله مسگرها، محله‌های مشهدی صفر و آقارحیم در شرق و شمال‌شرق شهر و محله سیدلر و نصراله‌خان در غرب، باروی جدیدی در اطراف شهر کشیده می‌شود.
احداث قنات سرچشمه و قنات دیگر در محدوده شهر زنجان باعث شد گسترش شهر و ایجاد محلات جدید نظم جدیدی پیدا کنند. تا قبل احداث قنات سرچشمه گسترش شهر تابع رودخانه و در جهت طولی (شرقی-غربی) و به موازات رودخانه زنجان‌چای بود و آب شرب شهر و کشاورزی محلات از آب رودخانه و چاه‌های نزدیک به رود تأمین می‌گشت. در سال‌های بعد با احداث قنات سرچشمه از وابستگی به رودخانه کاسته شد و گسترش شهر و محلات جدید در اراضی شمالی شهر گسترش پیدا کردند. و محلات سرچشمه، قویی باشی و درمان آرخی به مرور در بخش‌های شمالی شهر گسترش یافتند.
روند گسترش تا اواخر دوران قاجار بسیار آرام و در سطح قلعه به میزان ۱۸۵ هکتار بوده است. در دوران ناصرالدین شاه درگیری نیروهای دولتی و بابیان زنجان، حصار شهر دچار صدمات زیادی می‌شود و تخریب می‌شود، و در سال‌های بعد نیز حصار شهر بازسازی نمی‌شود. در دوره پهلوی در نتیجه تخریب حصار شهر و ایجاد معابر جدید به مرور شرایط برای ایجاد محلات جدید در بیرون از حصار اولیه شهر فراهم می‌شود، از حد فاصل اواخر دوران قاجار تا اواخر دوران پهلوی با افزایش محلات خارج از قلعه، وسعت شهر به میزان تقریبی ۴۸۰ هکتار گسترش می‌یابد. در این دوره شهر در نتیجه مهاجرت روستاییان با افزایش جمعیت روبه رو است. در طی افزایش درآمدهای نفتی دوره پهلوی، با انجام اصلاحات ارضی و برنامه‌های عمرانی بزرگ مثل آب‌رسانی، راه‌سازی و غیره روند توسعه و گسترش شهر تسریع می‌گردد. به‌طور کلی ۱۸ محله در داخل قلعه و ۹ محله در خارج از قلعه تا اواخر دوران پهلوی ضمن گسترش تدریجی مستقر شده‌اند. شهر کنونی در مساحتی معادل ۱۲۵۷ هکتار مستقر شده که به استناد ضوابط طرح جامع مصوب پیش‌بینی شده در سال ۱۳۷۵ وسعت آن به میزان ۴۴۵۰ هکتار افزایش می‌یابد.
روند شهرنشینی در ایران که از سال ۱۳۲۰ به صورت مهاجرت‌های آرام آغاز شده بود، درنتیجه اصلاحات اراضی ابعاد گسترده‌ای پیدا می‌کند و در اثر رونق شهری و از بین رفتن روابط سنتی تولید در روستاها، روند شهرنشینی شتاب بیشتری می‌یابد.در شهر زنجان نیز در اثر این مهاجرت‌های گسترده تحولات کالبدی و جمعیتی چشمگیری اتفاق می‌افتد که اوج این روند در اوایل دهه ۵۰ شمسی روی می‌دهد.
بعد پیروزی انقلاب اسلامی و درنتیجه جنگ ایران و عراق روند رشد جمعیتی زنجان با سرعت بیشتری ادامه‌می‌یابد. با مهاجرت جمعیت روستاها و شهرهای کوجک به زنجان طی سال‌های اولیه انقلاب اسلامی، جمعیت زنجان از ۱۰۰ هزار نفر در سال ۱۳۵۵ شمسی به ۲۱۵ هزار نفر در سال ۱۳۶۵ افزایش می‌یابد.

## مراکز تفریحی

### مجموعه تفریحی گاوازنگ

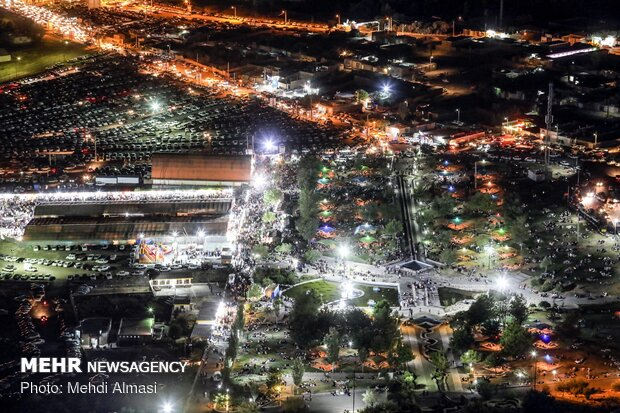
مجموعه گردشگری گاوازنگ در شب

مجموعه تفریحی و کوهستانی ائل داغی زنجان یا مجموعه تفریحی گاوازنگ زنجان یکی از تفرجگاه‌های پرطرفدار شهر زنجان است که در شمال این شهر واقع شده است. گاوازنگ منطقه‌ای کوهستانی با چشم‌اندازی زیبا از کوه‌ها، طبیعت سرسبز و امکانات تفریحی و رفاهی مختلف می‌باشد و نزدیکی یه شهر زنجان و دسترسی سریع به آن باعث شده است در ایام تعطیل و آخر هفته یکی از شلوغ‌ترین و پرطرفدارترین تفرجگاه‌های مردم زنجان باشد.
وجود سفره‌خانه‌های سنتی، آمفی تئاتر، رستوران پذیرایی، مجموعه بازی و تفریحی روباز، پارکینگ، مجموعه ورزشی، پیست دوچرخه سواری، سینمای پنج بعدی و سد گاوازنگ از دیگر امکانات مجموعه ائل داغی محسوب می‌شود.

### پارک‌ها

#### پارک ارم
پارک جنگلی ارم زنجان از جاهای دیدنی زنجان به‌شمار می‌آید و در بخش غربی شهر زنجان، بعد از میدان جهاد، ابتدای اتوبان زنجان- میانه واقع شده است.موزه تاریخ طبیعی شهر زنجان نیز در این پارک قرار دارد. موزه تاریخی طبیعی زنجان در سال ۱۳۷۳ با همکاری سازمان محیط زیست و دانشگاه زنجان احداث گردید و  ازجمله مکان‌های فرهنگی، اجتماعی، علمی و نمایشگاهی این شهر است. پارک ارم محلی مناسب جهت طبیعت گردی و کمپ زنی نیز محسوب می‌شود. پارک ارم از امکانات شهربازی، فروشگاه، رستوران، امکانات کمپینگ و غیره نیز برخوردار است.

#### پارک ملت
پارک ملت جزء پارک‌های جنگلی شهر زنجان محسوب می‌شود و از لحاظ وسعت، بزرگ‌ترین پارک شهر زنجان است و دارای دو محوطه شهربازی مجزا است.

### هتل‌ها
شهر زنجان دارای ۲۲ مرکز اقامتی است که شامل ۹ هتل و ۱۳ میهمان پذیر می‌باشد.
|             | هتل بزرگ زنجان | هتل آسیا | فرهنگیان | هتل پارک | هتل سپید | هتل جهانگردی | هتل قصر | هتل سپهر | هتل پیام |
| ----------- | -------------- | -------- | -------- | -------- | -------- | ------------ | ------- | -------- | -------- |
| تعداد سوئیت | ۶              | ۰        | ۱۷       | ۴        | ۰        | ۰            | ۰       | ۳۲       | ۳۱       |
| تعداد اتاق  | ۴۲             | ۲۸       | ۰        | ۳۵       | ۳۱       | ۱۶           | ۱۸      | ۰        | ۰        |
| تعداد تخت   | ۹۶             | ۵۶       | ۴۰       | ۵۷       | ۵۴       | ۳۲           | ۴۰      | ۸۰       | ۸۲       |
| تعداد ستاره | ۴              | ۴        | ۳        | ۲        | ۲        | ۲            | -       | -        | -        |
| سال تأسیس   | ۱۳۸۵           | ۱۳۷۷     | ۱۳۸۲     | ۱۳۵۷     | ۱۳۷۲     | ۱۳۶۷         | ۱۳۸۸    | ۱۳۸۱     | ۱۳۸۶     |

|             | امیر کبیر | سعدی | حافظ | خیام | فرد  | فردوسی | دلگشا | قیدار | هجرود | اسلامی | میلاد | طارم |
| ----------- | --------- | ---- | ---- | ---- | ---- | ------ | ----- | ----- | ----- | ------ | ----- | ---- |
| تعداد اتاق  | ۱۲        | ۲۸   | ۱۸   | ۲۵   | ۳۱   | ۱۳     | ۶     | ۱۰    | ۱۳    | ۱۱     | ۱۲    | ۱۵   |
| تعداد تخت   | ۳۰        | ۵۷   | ۴۳   | ۶۲   | ۷۵   | ۲۸     | ۲۰    | ۳۰    | ۳۶    | ۳۳     | ۳۱    | ۳۰   |
| تعداد ستاره | ۵         | ۵    | ۴    | ۴    | ۳    | ۳      | ۳     | ۲     | ۲     | ۱      | -     | -    |
| سال تأسیس   | ۱۳۵۵      | ۱۳۴۵ | ۱۳۴۲ | ۱۳۴۸ | ۱۳۴۹ | ۱۳۴۶   | ۱۳۶۰  | ۱۳۵۴  | ۱۳۶۳  | ۱۳۴۸   | ۱۳۴۷  | ۱۳۵۲ |

### مراکز خرید

#### مراکز خرید سنتی

##### بازار تاریخی زنجان
بازار تاریخی زنجان، طولانی‌ترین بازار سرپوشیده ایران و یکی از مهم‌ترین و زیباترین مجموعه‌های تجاری استان زنجان محسوب می‌شود. بازار زنجان هم از لحاظ تجاری و از نظر معماری و تاریخی دارای اهمیت ویژه‌ای است. این مجموعه با توجه به ویژگی‌های معماری و هنری آن، همواره به عنوان کانون مهم تجاری، تاریخی، فرهنگی مورد توجه بازدید کنندگان شهر زنجان قرار گرفته است.
مجموعه بازار تاریخی زنجان به دو بخش شرقی و غربی تقسیم شده است. دو بخش شرقی و غربی این بازار با عناوین بازار بالا (یوخاری باش) و بازار پایین (اشاقه باش) یاد می‌شود. بازار تاریخی بالای زنجان یا «یوخاری باش» شامل بازار قیصریه، بازار بزازها، بازار حجت‌الاسلام، بازار امامزاده و عبدالعلی بیگ است. بازار تاریخی پایین زنجان یا «اشاقه باش»، نیمه دوم بازار بزرگ زنجان است که شامل ۹ راسته زرگرها. بزازها. کفاش‌ها. سراج‌ها. کلاهدوزها. صندوق سازها. رنگرزها. میوه‌فروش‌ها و جگرپزها تقسیم شده است.

##### بازار مسگرهای زنجان
بازار مسگرها مشتمل بر دو بخش مجزا بازار مسگران بالا و بازار مسگران پایین است. این دو بازار به لحاظ مسافت زیاد با یکدیگر فاصله ندارند. بازار مسگران بالا تقریباً ۲ خیابان سمت جنوب زنجان را در بر می‌گیرد. مغازه‌های مس فروشی در این قسمت، در پایین‌تر از میدان انقلاب به سمت ایستگاه راه‌آهن زنجان از ابتدای خیابان توحید (نرسیده به تقاطع صدر جهان) ادامه دارد. بازار مسگران پایین نیز در سمت چهار راه امیرکبیر زنجان (جنوب غربی زنجان) واقع شده است.
محصولات مسی تولید زنجان شامل:
- ظروف دکوری مسی: گلدان مسی، سماور مسی و غیره
- ظروف پخت و پز مسی: قابلمه و کتری مسی، قهوه جوش مسی، تابه مسی و غیره
- ظروف پذیرایی مسی: پارچ و لیوان مسی، قوری مسی، سینی مسی و غیره

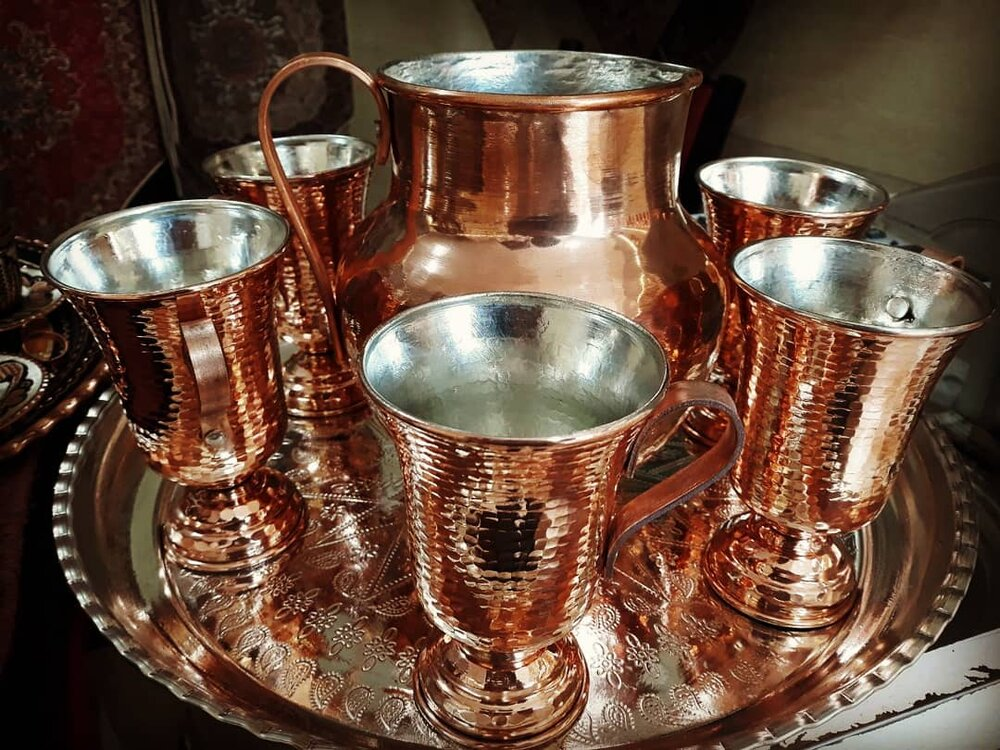
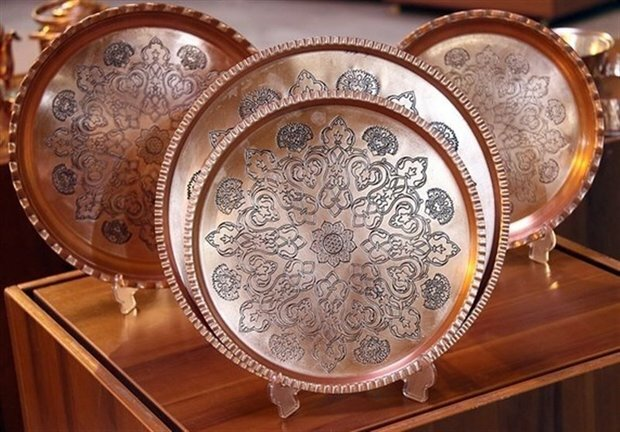

#### موزه صنایع دستی

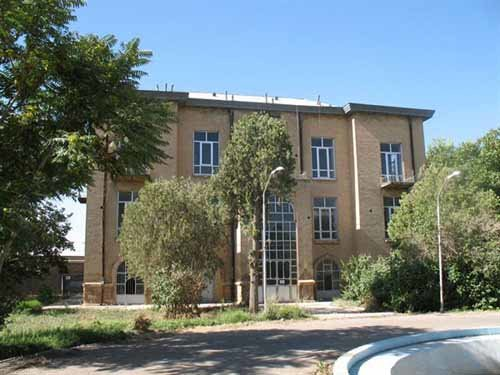
عمارت دارایی در بافت تاریخی شهر زنجان

عمارت دارایی واقع در سبزه میدان با خصوصیات معماری دوره پهلوی می‌باشد که امروزه به موزه هنرهای سنتی و صنایع دستی تبدیل شده است. این اثر به شماره ۲۳۳۵ در فهرست آثار ملی به ثبت رسیده است.عمارت دارایی توسط معمارانی چون وارطان هوان سیان، پل آبکار و گابریل گورکیان ساخته‌شده است که این افراد در دهه‌های نخست سده سده بیستم تأثیر بسیار مهم و قابل توجهی بر روی معماری نوین ایران گذاشتند. این بنا در سه طبقه و با خصوصیات معماری دوره پهلوی و تحت تأثیر شیوه‌های معماری اروپا از قبیل پنجره‌های متعدد، تراس، قرینه سازی در طبقات، ساخته شده است.

#### موزه باستان‌شناسی (عمارت ذوالفقاری)

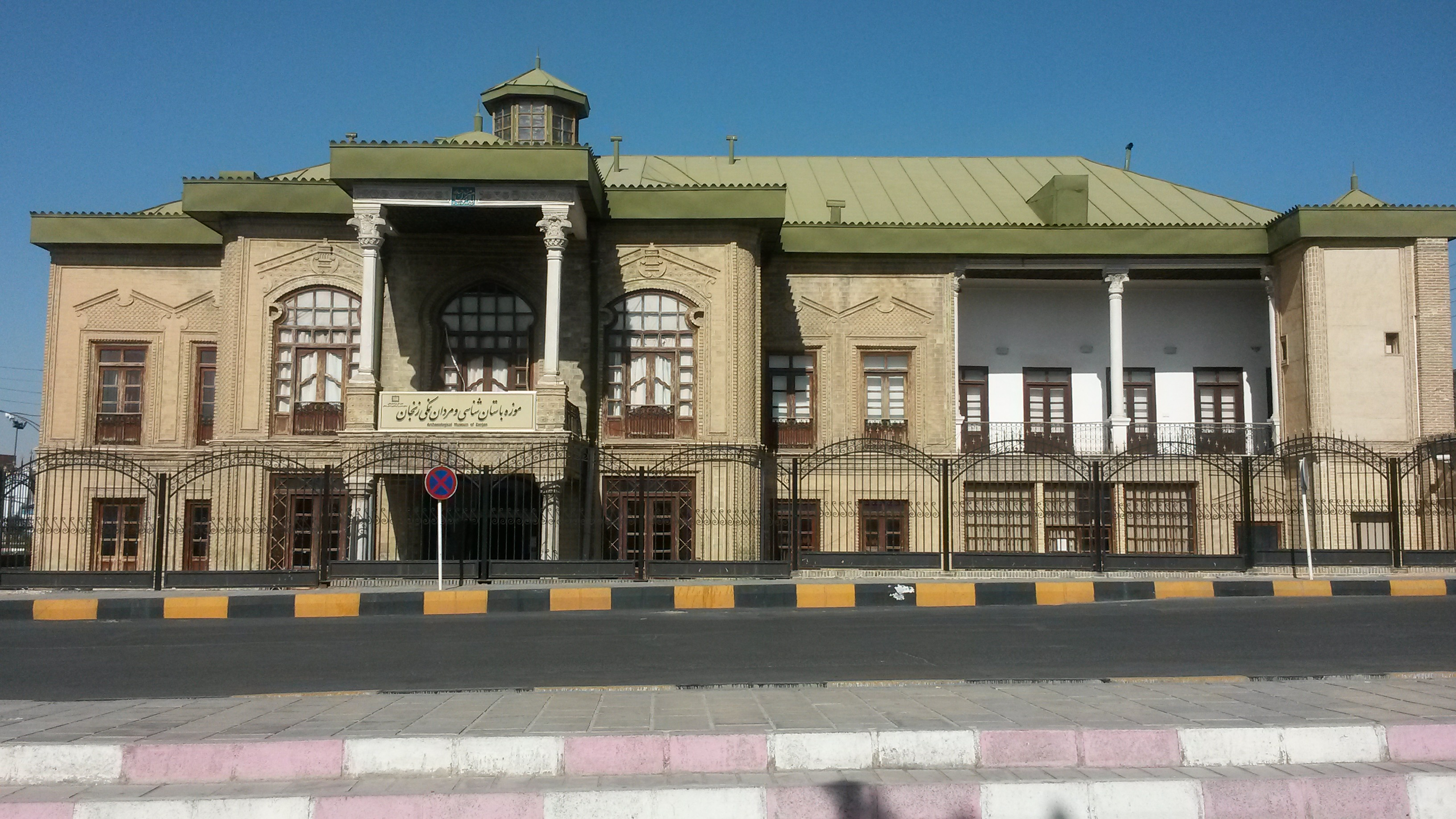
موزه باستان‌شناسی زنجان (عمارت ذوالفقاری)

در مرکز بافت قدیمی شهر زنجان مجموعه تاریخی ذوالفقاری واقع شده است.عمارت ذوالفقاری مربوط به خاندان بزرگ ذوالفقاری می‌باشد که بعد از انقلاب اسلامی، توسط واحد ثبت اداره‌کل میراث‌فرهنگی، گردشگری و صنایع‌دستی استان زنجان به ثبت رسیده و در سال ۱۳۸۷ پس از انجام مرمت و تجهیز به موزه باستان‌شناسی و مردان نمکی زنجان تبدیل گردید.
با انتقال مجموعه آثار و مومیایی‌های به دست آمده از معدن نمک چهرآباد در سال ۱۳۸۸ اولین موزه باستان‌شناسی استان زنجان در عمارت ذوالفقاری افتتاح شد. این اثر به شماره ۱۸۵۲ در فهرست آثار ملی به ثبت رسیده است. از لحاظ تاریخی و مومیایی‌هایی که در این موزه وجود دارند، موزه باستان‌شناسی و مردان نمکی یکی از مهم‌ترین موزه‌های جهان به‌شمار می‌رود.

#### موزه تاریخ طبیعی زنجان

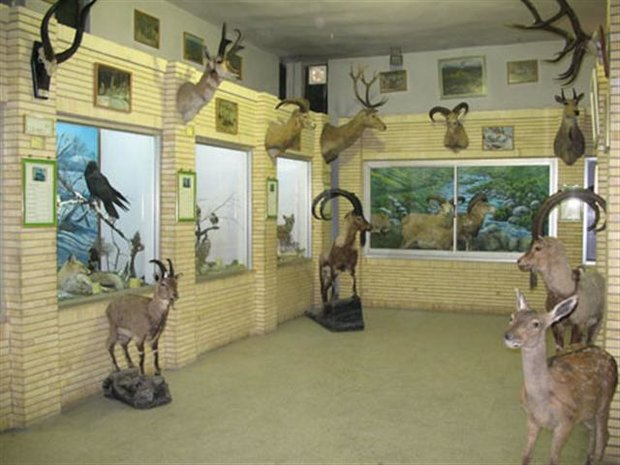
موزه تاریخ طبیعی زنجان - نمونه تاکسیدرمی گونه‌های مختلف جانوری

موزه تاریخ طبیعی اداره محیط زیست زنجان از مکان‌های آموزشی، تحقیقاتی و نمایشگاهی است که با هدف شناساندن زیست‌بوم‌های مختلف و همچنین حفظ و نگهداری تنوع زیستی و پوشش گیاهی منطقه و گونه‌های حیات وحش و همچنین نمایش پتانسیل‌های معدنی و زمین‌شناسی استان زنجان در سال ۱۳۷۳ افتتاح گردید.

#### موزه مردم‌شناسی (رختشویخانه زنجان)
مجموعه تاریخی رختشویخانه در مرکز بافت قدیمی شهر زنجان، یکی از بناهای عام‌المنفعه زنجان به‌شمار می‌آید که در سال ۱۳۴۵ ه‍.ق توسط دو برادر به نام‌های مشهدی اکبر (معمار) و مشهدی اسماعیل (بنا) ساخته شده است. مجموعهٔ تاریخی رختشویخانه، در فهرست آثار تاریخی ایران به ثبت رسیده است. بنای رختشویخانه زنجان تنها بنا در جهان با کاربری مخصوص برای رختشویی بانوان در گذشته بوده است که با توجه به جغرافیا و اقلیم بسیار سرد زنجان به خصوص در فصل زمستان، متناسب با شرایط جغرافیایی منطقه این بنا احداث گردیده است.

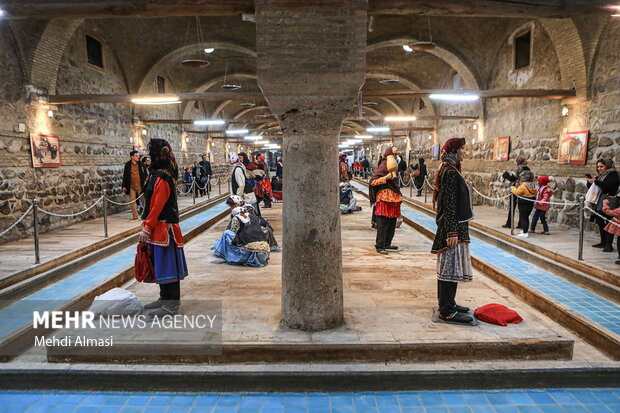
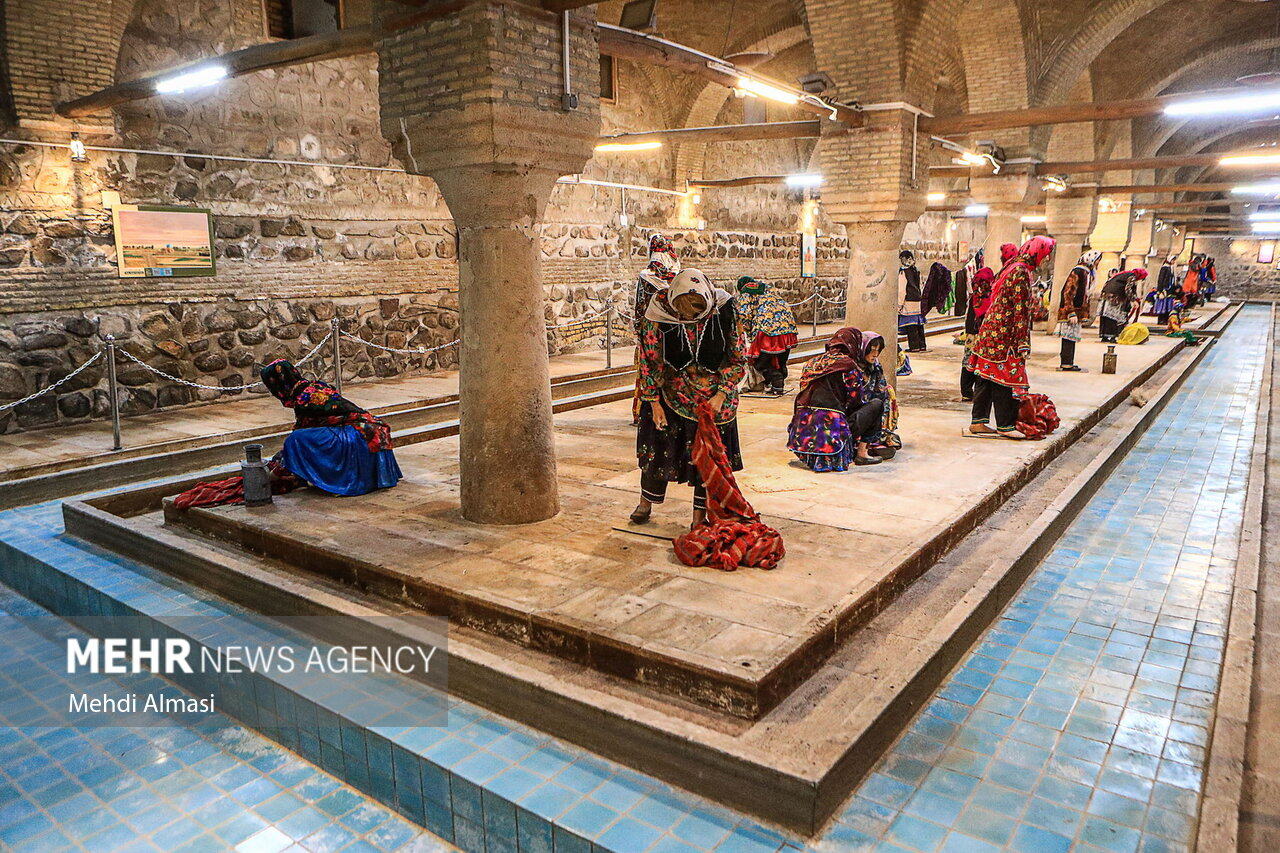
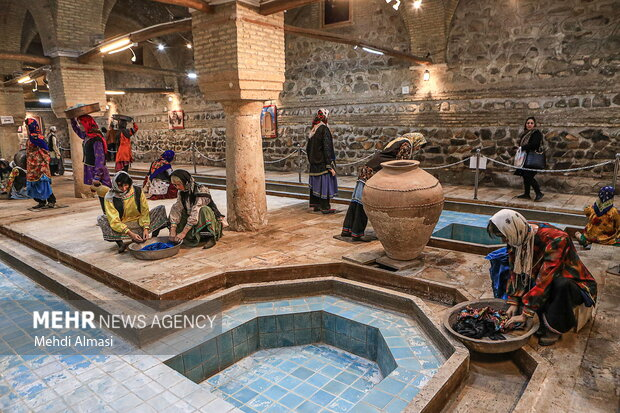
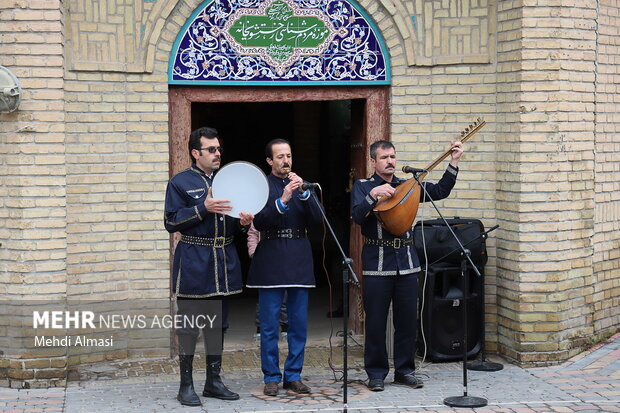

#### موزه شهدا

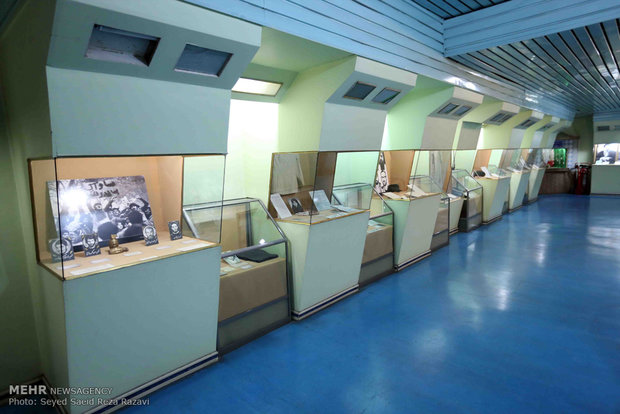
موزه عمارت توفیقی (آثارشهدا)

بنای توفیقی منزل مسکونی علی اکبر خان توفیقی نخستین شهردار و رئیس بلدیه شهر زنجان بوده است که سبک معماری آن مربوط به اواخر دوران قاجار و اوایل پهلوی می‌باشد. این ساختمان امروزه تبدیل به موزه شده است و موزه شهداء زنجان تحت نظارت بنیاد شهید استان در سال ۱۳۷۸ در خانه توفیقی افتتاح گردید.

#### موزهٔ نسخ خطی
این موزه در آرامگاه میرزا مهدی قرار دارد. بنای آرامگاه از یک حیاط و ساختمانی در شمال آن تشکیل یافته است و دارای محوطه‌ای به وسعت ۷۰۰ متر مربع است.
- موزه غله در ساختمان قدیم بوجاری
- موزه سنگ نوشته‌ها
- موزه تعزیه حمام حسینیه اعظم زنجان
- موزه خصوصی

## مراکز آموزشی

دانشکده علوم دانشگاه زنجان

|                  | نام                                                    | سایت رسمی | توضیحات |
| ---------------- | ------------------------------------------------------ | --------- | --- |
| دولتی            | دانشگاه زنجان                                          | سایت رسمی | دانشگاه زنجان یکی از معتبرترین دانشگاه‌های دولتی کشور و جزو ۲۰ دانشگاه برتر ایران استدانشگاه زنجان دارای ۵ دانشکده می‌باشد که در سه مقطع کارشناسی و کارشناسی ارشد و دکتری دانشجو می‌پذیرد. |
| دولتی            | دانشگاه تحصیلات تکمیلی علوم پایه زنجان                 | سایت رسمی | دانشگاه تحصیلات تکمیلی علوم پایه زنجان یک دانشگاه دولتی در شهر زنجان است که در سال ۱۳۷۱ تأسیس شده است. |
| دولتی            | دانشگاه علوم پزشکی زنجان                               | سایت رسمی | دانشگاه علوم پزشکی زنجان جزو ۹ دانشگاه برتر بین دانشگاهای علوم پزشکی کشور می‌باشد، این مرکز در سال ۱۳۷۳ با سازمان منطقه‌ای بهداشت و درمان استان ادغام شده و بعنوان دانشگاه علوم پزشکی و خدمات بهداشتی و درمانی استان زنجان شناخته می‌شود. دانشگاه علوم پزشکی زنجان شامل ۸ دانشکده آموزشی فعال به همراه ۱۱ بیمارستان و مرکز پزشکی، آموزشی و درمانی و ۱۰ مرکز تحقیقاتی می‌باشد |
| آزاد             | دانشگاه آزاد اسلامی واحد زنجان                         | سایت رسمی | |
| علمی کاربردی     | دانشگاه جامع علمی کاربردی زنجان                        | سایت رسمی | دانشگاه جامع علمی کاربردی واحد زنجان در سال ۱۳۸۲ تأسیس شده است و دارای ۸ مرکز آموزش علمی کاربردی است که در سطح استان فعال هستند. |
| پیام نور         | دانشگاه پیام نور زنجان                                 | سایت رسمی | |
| تربیت معلم       | دانشگاه فرهنگیان                                       | سایت رسمی | |
| موسسه غیرانتفاعی | موسسه آموزش عالی روزبه                                 | سایت رسمی | |
| موسسه غیرانتفاعی | موسسه آموزش عالی صوفی رازی زنجان                       | سایت رسمی | موسسه آموزش عالی غیرانتفاعی عبدالرحمن صوفی رازی از سال ۱۳۸۴ فعالیت‌های آموزشی خود را آغاز نمود و هم‌اکنون داری مجوز ۳۸ رشته در مقاطع کاردانی، کارشناسی، کارشناسی ناپیوسته و کارشناسی ارشد می‌باشد. |
| غیره             | دانشگاه ملی مهارت واحد استان زنجان                     | سایت رسمی | دانشگاه فنی و حرفه‌ای تنها دانشگاه متولی آموزش عالی فنی و حرفه‌ای در کشور، از سال ۱۳۹۰ با مجوز رسمی وزارت علوم، تحقیقات و فناوری کار خود را آغاز نموده است. دانشگاه ملی مهارت واحد زنجان شامل: مرکز آموزش پسران الغدیر زنجان، مرکز آموزش دختران قائم زنجان و مرکز پسران ابهر است                                                                                           |
| غیره             | مرکز تحقیقات و آموزش کشاورزی و منابع طبیعی استان زنجان | سایت رسمی | این مرکز آموزشی و تحقیقاتی در نتیجه ادغام مرکز تحقیقات و منابع طبیعی استان با مرکز آموزش جهاد کشاورزی زنجان در مهرماه سال ۱۳۹۳ ایجاد گردید و در چهار حوزه آموزش کارکنان، آموزش بهره‌برداران، آموزش کار و دانش، و آموزش علمی-کاربردی فعالیت می‌کند. |

### مدارس

ایستاده از راست: شیخ ابراهیم زنجانی، سید محمد موسوی زنجانی، وزیر همایون غفاری، میرزا جواد طارمی و حسینقلی خان اسعدالدوله ذوالفقاری به همراه معلمان نخستین مدرسه جدید زنجان در روز افتتاح مدرسه. ۱۲۸۵ خ.

اولین مراکز آموزشی و مدارس جدید در شهر زنجان در دورهٔ مظفرالدین شاه، با تلاش روشنفکران و همکاری کارگزاران دولتی ایجاد گردید. در این دوره میرزا مهدی وزیر همایون، طی حکمی از سوی شاه قاجار به حکمرانی زنجان انتخاب گردید. در ماه‌های نخست حکومت وزیر همایون، طی مجالس هم‌اندیشی و جلسات مختلف که بین روشنفکران و بزرگان شهر و حاکم شهر انجام می‌گرفت، تصمیم به احداث مدارس نوین و مراکز آموزشی در شهر زنجان گرفته شد.

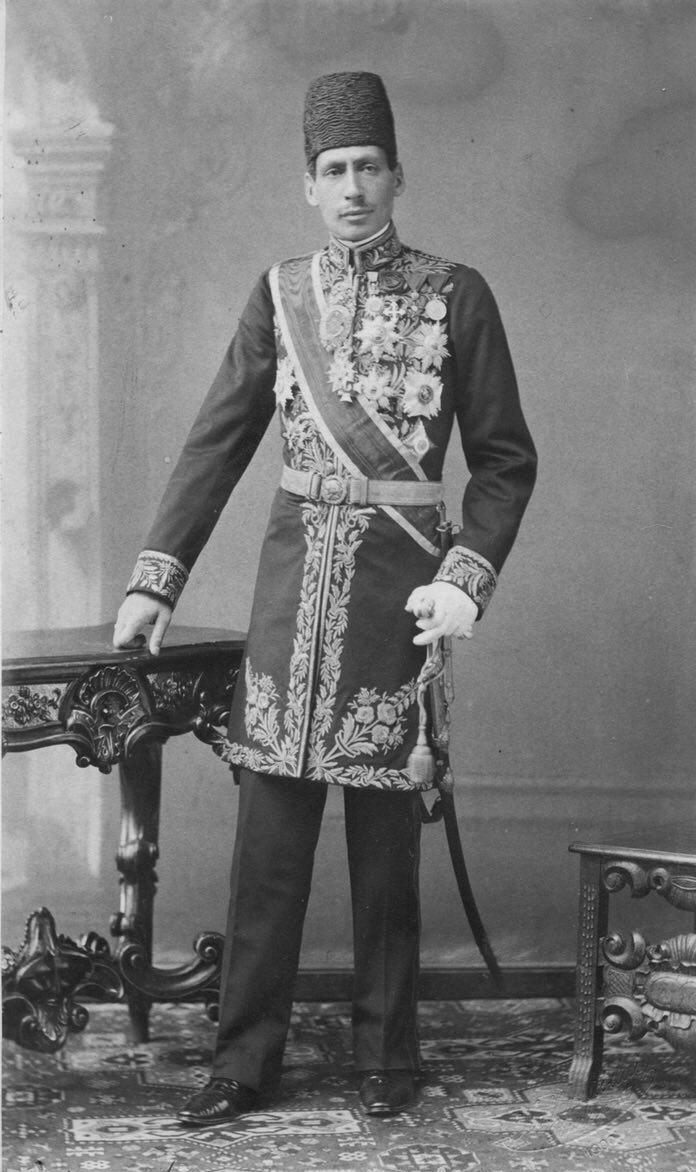
وزیر همایون غفاری حاکم خمسه (زنجان) در دوره قاجار و پایه‌گذار آموزش و پرورش نوین در زنجان

با وجود اینکه نخستین مدرسه زنجان با نام «کمال» چند ماه قبل از ورود حاکم جدید وزیر همایون غفاری دایر شده بود، دومین مدرسه زنجان به نام «مدرسه همایونی» همزمان با تحولات دوره مشروطه در سال ۱۲۷۹ شمسی با همت حاکم شهر و تلاش روشنفکران زنجانی و با اعزام یک معلم از تهران به نام علی‌محمد فره‌وشی تأسیس شد. در ادامه سومین مدرسه زنجان نیز با نام ملی یا ملتی در این دوره ساخته شد. معلمان مدرسه از میان طلاب علوم دینی انتخاب شده بودند و روش‌های نوین تدریس به آنان آموزش داده شده بود.
با پایان حکومت وزیر همایون وقفه‌ای کوتاه مدت در ایجاد مدارس جدید به وجود آمد ولی در ادامه با تلاش همفکران وزیر همایون، ساخت مدارس جدید ادامه یافت و «مدرسه احمدیه» با تلاش‌های آقا میرزا احمد زنجانی در سال ۱۳۲۷ هـ. ق تأسیس گردید. تلاش‌های فعالان زنجانی در حوزه فرهنگ و دانش تداوم یافت و در ادامه «مدرسه محمدیه» توسط دیگر یاران وزیر همایون به نام‌های یوسف علایی و وزیر اکرم با هدف آموزش علوم غیر دینی در زنجان احداث گردید.
در سال ۱۲۹۲ مترجم همایون بار دیگر به زنجان بازگشت و با کمک اسعدالدوله ذوالفقاری، «مدرسه اسعدیه» را تأسیس کرد. در روزگار تصدی مترجم همایون بر اداره فرهنگ زنجان (۱۲۹۵ تا ۱۳۰۱) مدارس متعددی دایر شد که از آن میان «مدرسه توفیقی» همچنان پابرجاست.اولین دبیرستان پسرانه زنجان به نام «توفیق» در سال ۱۲۹۹ شمسی تأسیس گردیده است.
دبیرستان شریعتی زنجان یکی از قدیمی‌ترین مدارس این شهر می‌باشد که در سال ۱۳۱۳ و همزمان با دوره پهلوی اول ساخته شده و در سال ۱۳۶۷ به ثبت میراث فرهنگی استان زنجان رسیده است. دبیرستان شریعتی مهد پرورش بزرگانی همچون یوسف ثبوتی و مجید شهریاری بوده است.
نخستین دبستان دخترانه زنجان موسوم به «دبستان بنات» در سال ۱۳۰۰ توسط عالیه سنجیده تأسیس شد و نخستین دبیرستان دخترانه به نام «دبیرستان آزرم» در سال ۱۳۱۴ شمسی به دست بانو مصداقی دایر گشت.
بر اساس آمارهای ارائه شده، هم‌اکنون این استان دارای ۲۲۱۱ مدرسه است که ۸۳۷۵ کلاس درس در آن‌ها دایر می‌باشد و همچنین تعداد کل دانش آموزان برابر ۱۷۴۰۵۳ نفر بوده که از این تعداد ۸۲۳۰۷نفر دانش آموز دختر و ۹۱۷۴۶ نفر دانش‌آموزان پسر را شامل می‌شود.

## کتابخانه‌ها
نخستین کتابخانهٔ زنجان به دستور سلطان محمد خدابنده در سلطانیه تأسیس شد. این کتابخانه حاوی نسخه‌های ارزشمندی به زبان عربی بود که در قطع بزرگ با حروف سیاه و طلایی نگارش یافته بودند. به احتمال زیاد عرفا و فقهای نامدار زنجان در قرون بعدی، صاحب کتابخانه‌های نفیس شخصی بوده‌اند که اکنون نشانی از آن در دست نیست. امیر محسن زنجانی (فوت ۱۱۴۸ هـ. ق) صاحب کتابخانه معتبر و نفیسی بوده است که در حمله افغان‌ها به ایران دچار آتش‌سوزی و نابودی گردیده است.
کتابخانه شیخ فضل‌الله شیخ‌الاسلام زنجانی (سده ۱۳ هـ. ق) حاوی نسخه‌هایی از سده ۱۱ هـ. ق بوده و میرزا ابوعبدالله زنجانی (علامه زنجانی) کتابخانه‌ای شامل پنجاه هزار جلد کتب و رسائل فلسفی داشته{تعدادی از کتاب‌ها در کتابخانه شخصی فرزندانشان لطف اله ضیایی و محمد صادق ضیایی که  ازجمله آثار موجود در آن سعدالسعود تألیف سید بن طاووس|ابن طاووس (فوت ۶۶۴ هـ. ق) به خط خود مؤلف بوده است. در این کتابخانه هشت رساله نیز به خط بابا افضل کاشانی (سده ۷ هـ. ق) موجود بوده است.
کتابخانه مسجد چهل‌ستون زنجان در سال ۱۲۸۴ هـ. ق به دست ملا علی زنجانی تأسیس شد که به نوعی نخستین کتابخانه عمومی شهر نیز به‌شمار می‌رود.
«کتابخانه سهروردی»، نخستین کتابخانه عمومی زنجان به سبک جدید، در سال ۱۳۴۱ هـ. ق (۱۳۰۱ خورشیدی) تأسیس شد که تا سال ۱۳۷۰ خورشیدی دارای مجموعه‌ای در حدود ۱۹۰۰۰ جلد کتاب بود. از کتابخانه‌های دیگر شهر می‌توان به کتابخانه مسجد سید اشاره کرد که توسط آیت‌الله سید عزالدین محمد حسینی زنجانی برای استفاده طلاب علوم دینی بنا شده و شامل تعدادی نسخ نفیس خطی است.

## نیروهای مسلح
- تیپ ۲۱۶ مستقل زرهی ارتش زنجان
- سپاه انصار المهدی زنجان

## صنایع دستی و سوغات
مرسوم‌ترین سوغاتی زنجان چاقو و چاروق (نوعی کفش زنانه ایران باستان) و فرش زنجان (با طرحی معروف به ریز ماهی) و ملیله‌کاری است.
صنایع دستی زنجان عبارتند از:
- چاروق دوزی

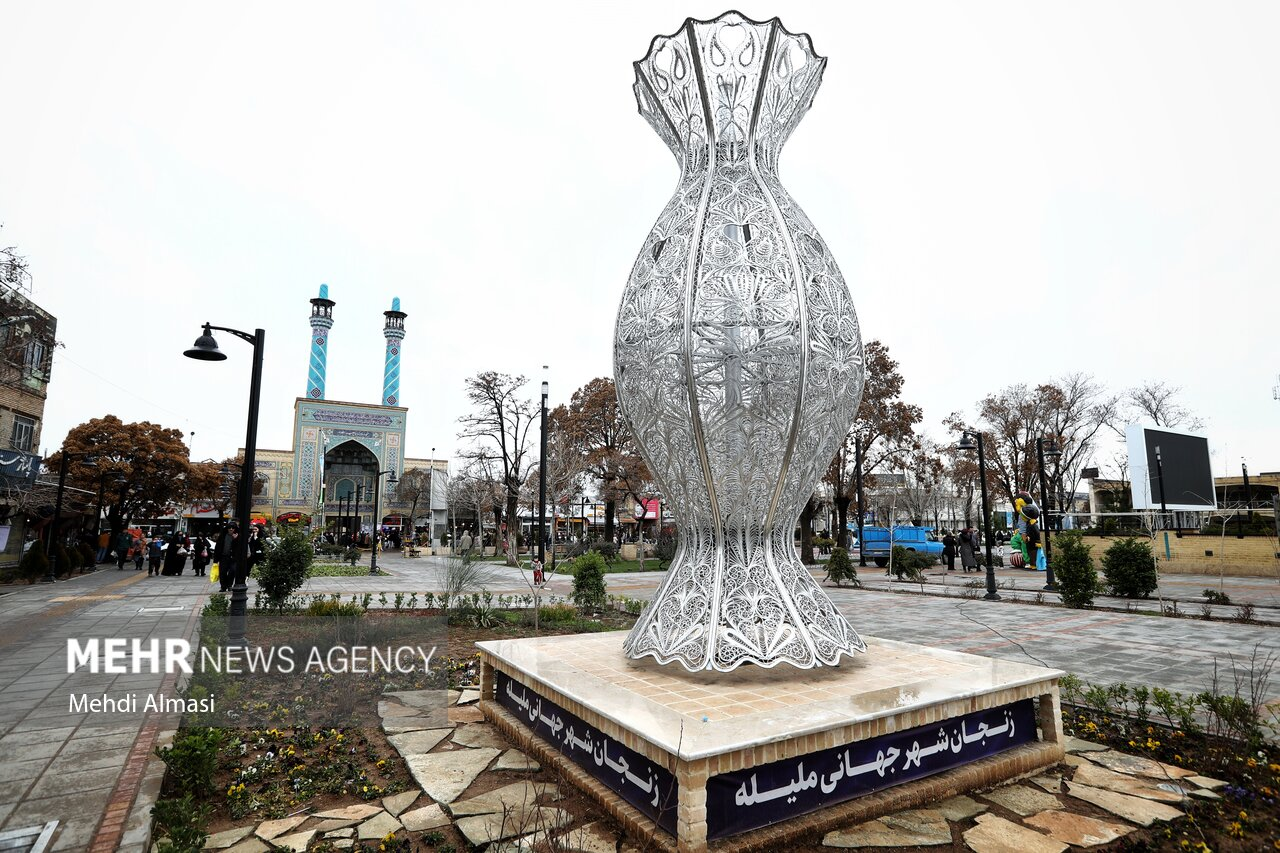
زنجان شهر جهانی ملیله

- ملیله کاری شامل سینی، سرویس بشقاب کاسه و وسایل مصرفی، وسایل زینتی و تابلوهای بی‌بدیل زینتی
- مسگری (ساخت ظروف مسی و تابلوهای زینتی)
- گلیم بافی
- فرش بافی
- تذهیب، تراش سنگ‌های قیمتی، رنگرزی، منبت کاری، نگارگری، مصنوعات چرمی، معرق چوب و قلم زنی. دراستان زنجان رشته‌های مختلف دیگر صنایع دستی رواج دارد. از آن جمله گلیم بافی در ابهر، قیدار و زنجان روستاهای آن گیوه دوزی ابریشمی و نخی در انگوران و زنجان، رنگرزی در ابهر، زنجان، قیدار، سفالگری در روستای قلثوق، جاجیم‌بافی نواری در شهرستان‌های طارم و ماه‌نشان، انگوران، کیسه‌بافی حمامی نواری در انگوران، ماه‌نشان، قیدار را می‌توان نام برد. ضمن آنکه باید گفت قالی‌بافی  ازجمله هنرها و حرفه‌هایی است که در بیشتر شهرها و روستاهای استان زنجان رونق و رواج دارد.
- گردن بند و دست بندهای دست‌ساز هم به عنوان سوغاتی کم‌یابی از این استان شناخته می‌شود.

## نشریات
اولین نشریه زنجان به دست میرزا عیسی قانونخواه (ناصرالمله) با عنوان پروین خمسه منتشر شد. این نشریه سه روز در هفته با قطع بزرگ در چهار صفحه منتشر می‌شد. سه صفحه به اعلانات ثبتی و یک صفحه به سرمقاله و اخبار خارجی و داخلی اختصاص داده شده بود. انتشار این نشریه پس از شش سال در ۱۳۱۵ با فوت ناصرالمله پایان یافت. پس وقفه‌ای یک دهه‌ای در انتشار مطبوعات محلی، هفته‌نامه آذر به مدیریت منوچهر سعیدوزیری آغاز به کار کرد. این نشریه که هم‌زمان با قدرت گرفتن فرقه دموکرات آذربایجان انتشار می‌یافت، خود را ارگان کمیته ولایت زنجان و زیر مجموعه فرقه دموکرات معرفی می‌کرد. آذر پس از یک سال انتشار پیش از آزادسازی زنجان توسط ارتش ملی، تعطیل شد. در اواخر دهه بیست نشریات متعددی در زنجان انتشار می‌یافتند که اغلب حامی سیاست‌های محمد مصدق بودند و به همین سبب جز یکی، انتشار باقی آن‌ها پس از کودتای ۲۸ مرداد متوقف شد.

روزنامه پروین خمسه، اولین روزنامه محلی زنجان

پس از انقلاب اسلامی، چندین عنوان نشریه در زنجان به چاپ رسید که از آن میان می‌توان به هفته‌نامه پیام زنجان اشاره کرد که از سال ۱۳۶۷ انتشار می‌یابد و پرسابقه‌ترین نشریه زنجان محسوب می‌شود و نیز از هفته‌نامه امید زنجان نام برد که اولین نشریه محلی زنجان بود که توانست مخاطبانی در استان‌ها دیگر  ازجمله تهران و آذربایجان بیابد.
در این میان، هفته‌نامه بهار زنجان به صاحب امتیازی و مدیرمسئولی رحمت‌اله بیگدلی - عضو هیئت علمی دانشگاه آزاد اسلامی زنجان و اکنون عضو شورای مرکزی حزب اعتماد ملی - به دو زبان ترکی و فارسی در استان زنجان منتشر می‌شد که از پرمخاطب‌ترین نشریات استان بود. این هفته‌نامه  به‌دلیل انتشار عین کلمات موهن منصور ارضی علیه مشایی در مهرماه ۸۹ توقیف و سپس  به‌دلیل آنچه «انتشار مطالب خلاف عفت عمومی و توهین به مقامات کشور» اعلام شد، همچنین  به‌دلیل اصرار بر تخلفات به استناد تبصره ۲ ماده ۶ و تبصره ماده ۱۱ قانون مطبوعات، لغو مجوز گردید. مدیرمسئول این نشریه هم‌زمان با روی کار آمدن دولت حسن روحانی، مجوز هفته‌نامه «بهار رحمت» را دریافت کرد که در انتشار مرتب آن توفیقی نداشت.
در سال ۱۳۹۰ پانزده نشریه (سه روزنامه و دوازده هفته‌نامه و ماه نامه) در زنجان منتشر می‌شده است که برخی از آن‌ها عبارتند از:
- روزنامه مردم نو
- روزنامه صدای زنجان
- هفته نامه موج بیداری
- هفته نامه قلم زنجان
- هفته نامه سیمای زنجان
- هفته نامه پیام زنجان
- هفته نامه بایرام
- هفته‌نامه بهار رحمت

هفته نامه بایرام به زبان ترکی منتشر می‌شود.
در طول این سال‌ها، نشریات زنجان بستر مناسبی برای رشد فعالان مطبوعات این استان بوده است،  ازجمله این افراد باید به رضا میرکریمی اشاره کرد که فعالیت هنری خود را به عنوان گرافیست در هفته‌نامه پیام زنجان آغاز کرد.

## شهرهای خواهرخوانده
- مشهد، ایران
- ترابوزان، ترکیه[۲۰۴]
- چلیابینسک، روسیه[۲۰۵]
- ملاکا، مالزی[۲۰۶]
- قره‌قروم، مغولستان[۲۰۷]
- کربلا، عراق[۲۰۸]

## صنایع
- سرب و روی
- شیر پاستوریزه
- تولیدات شیمیایی
- نساجی
- نخ تایر
- فراورده‌های غذایی
- ترانسفورماتور (ایران ترانسفو)
- سوئیچ‌های برق فشار قوی(پارس سویچ)
- صنایع شیمیایی (گروه صنعتی گلرنگ)
- برق و الکترونیک
- سیگار و دخانیات
- نیروگاه سلطانیه زنجان
- آهن و فولاد (مجتمع آندیا فولاد زنجان/ سرمایه‌گذاری از چین)

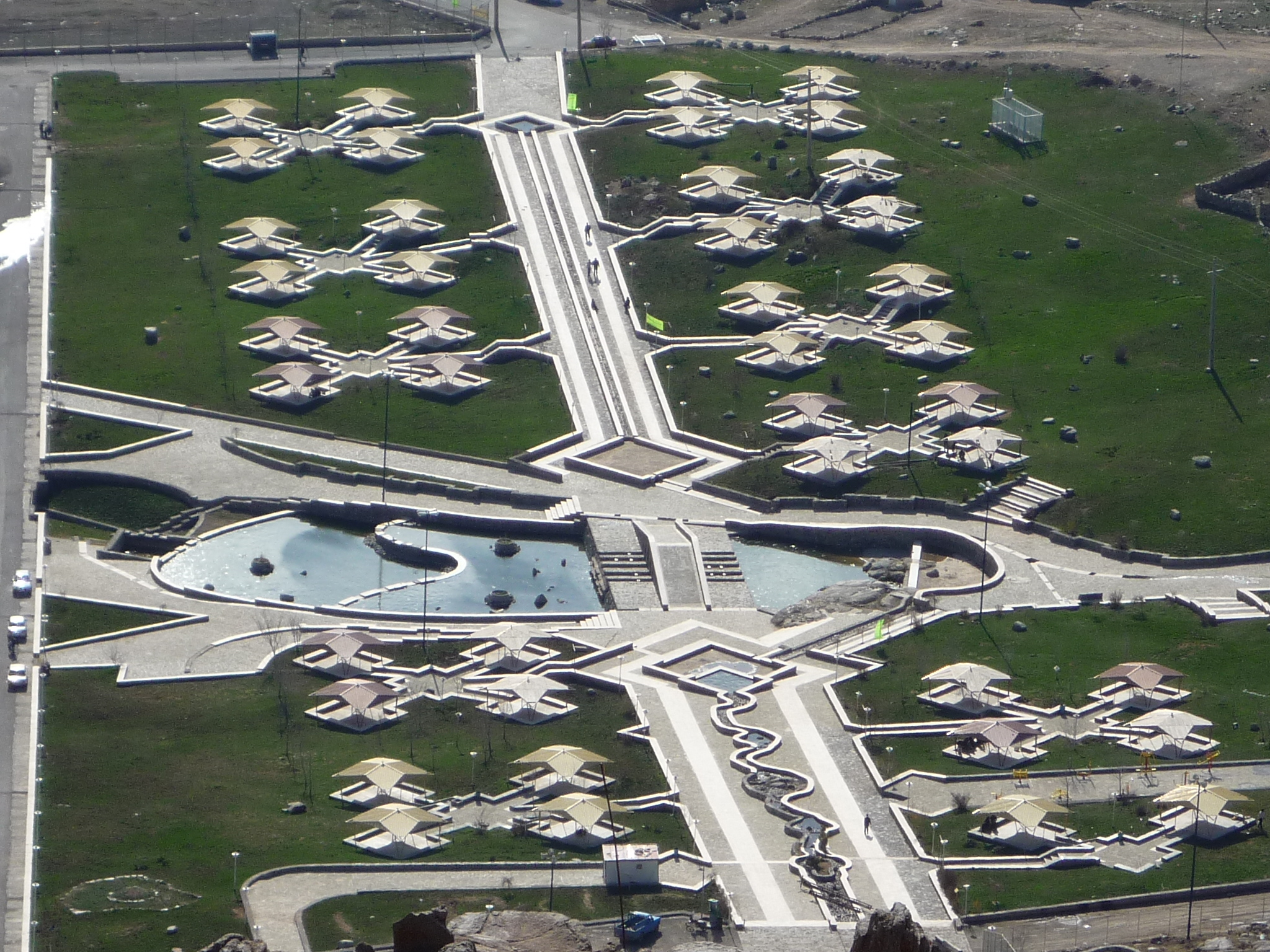
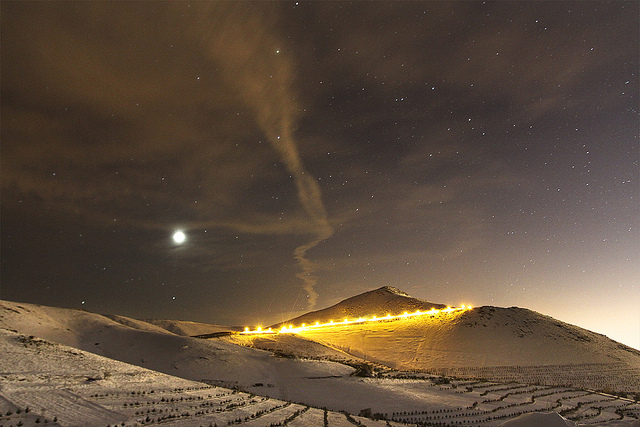
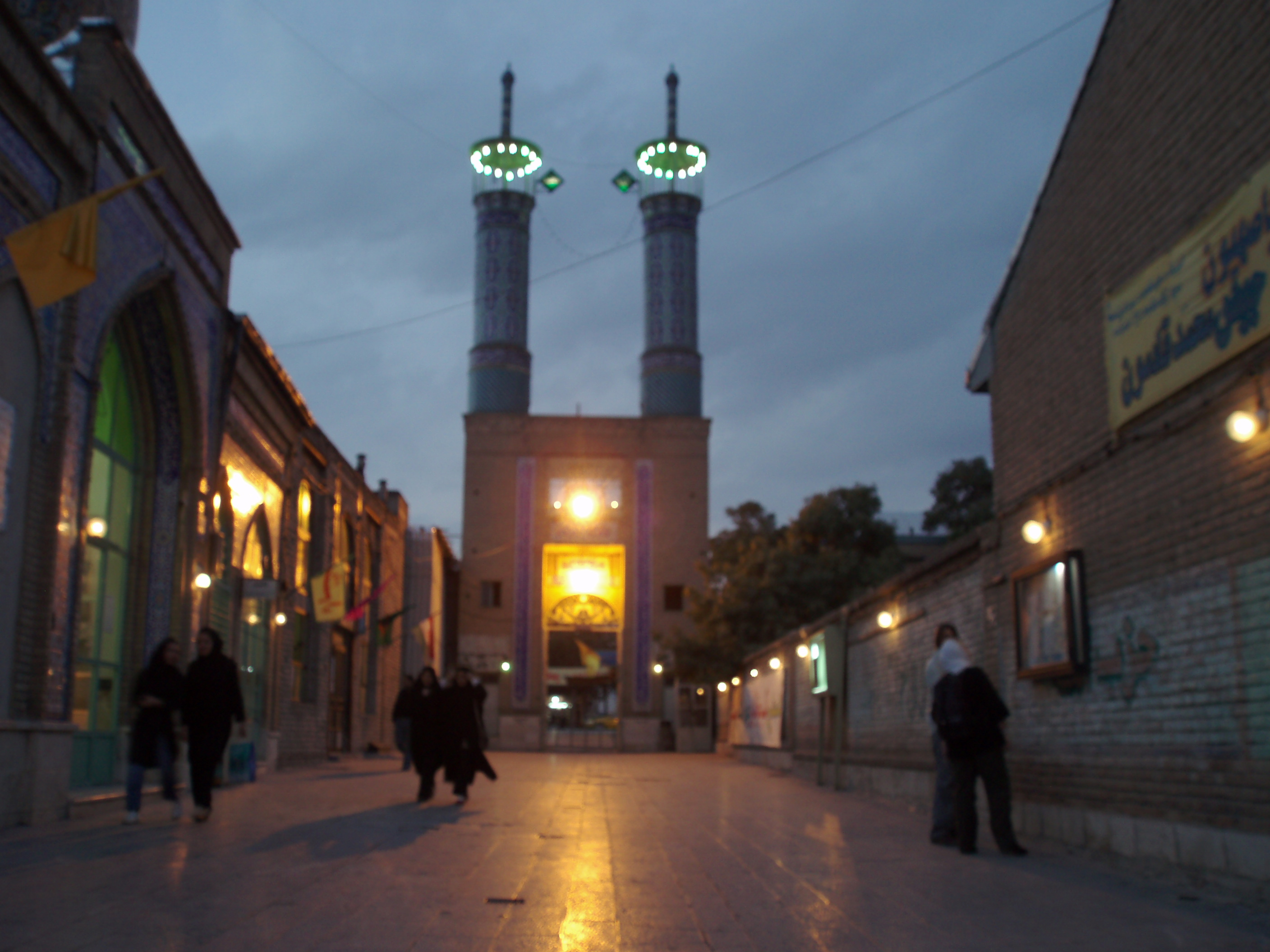
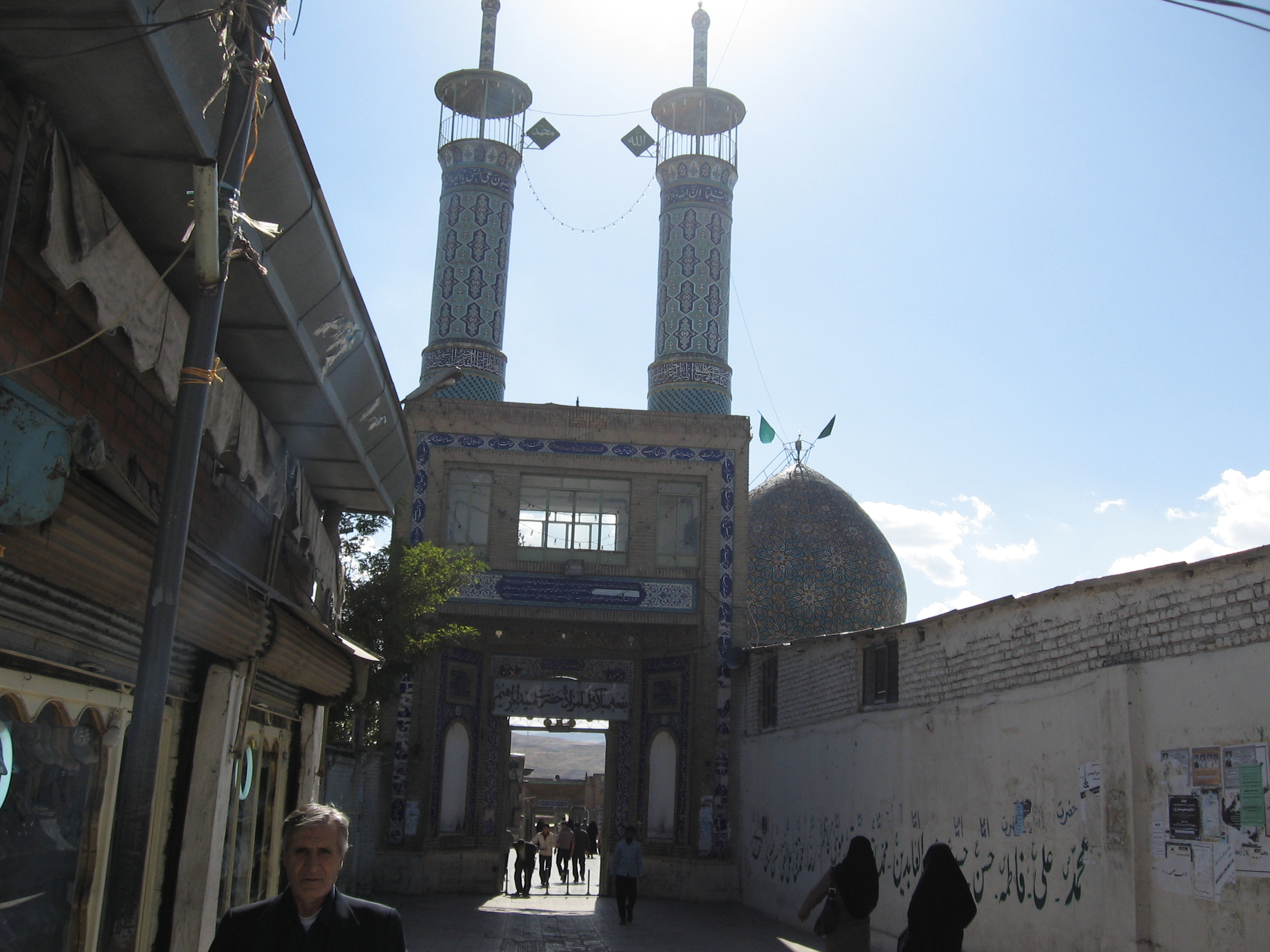
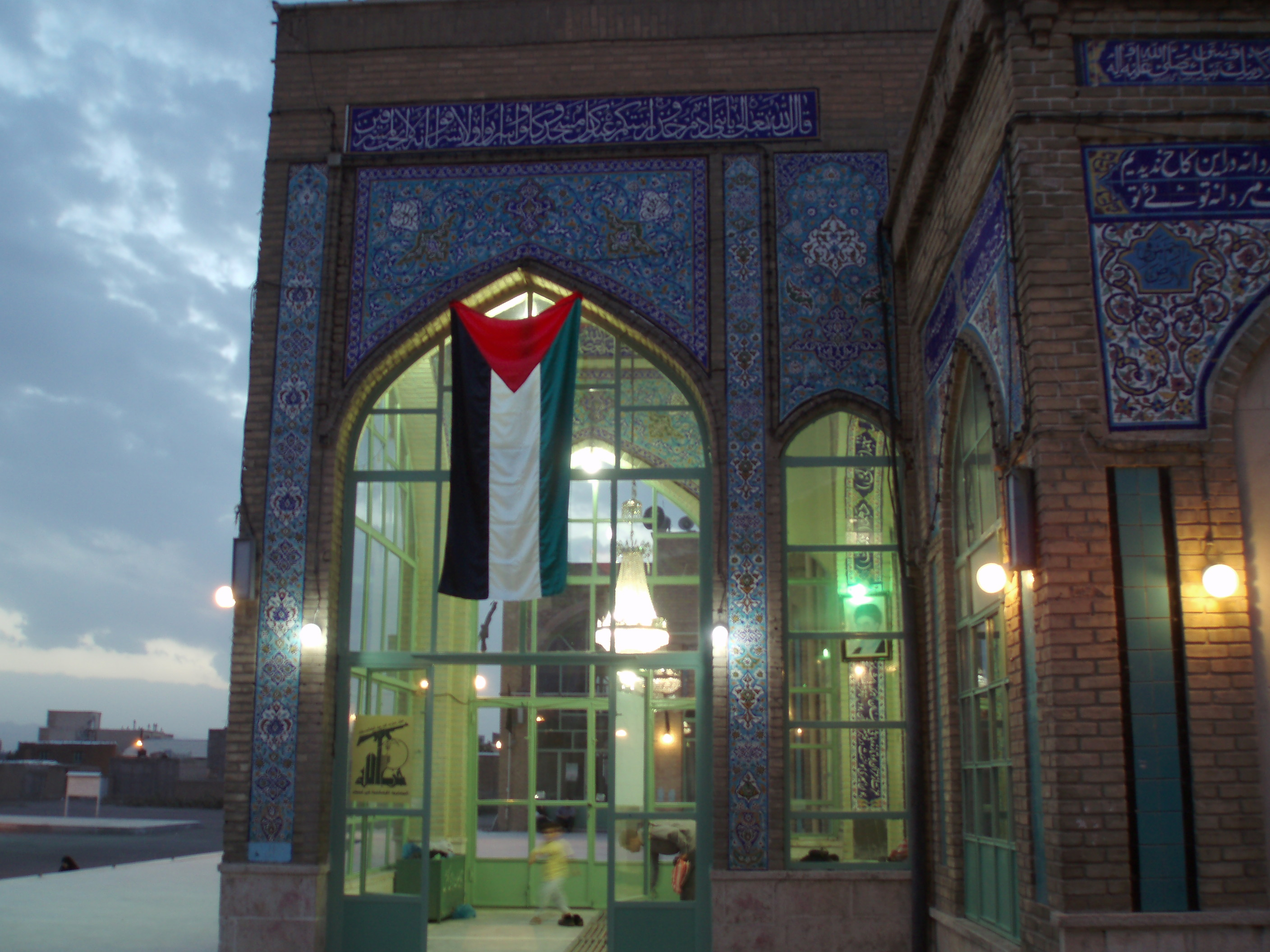
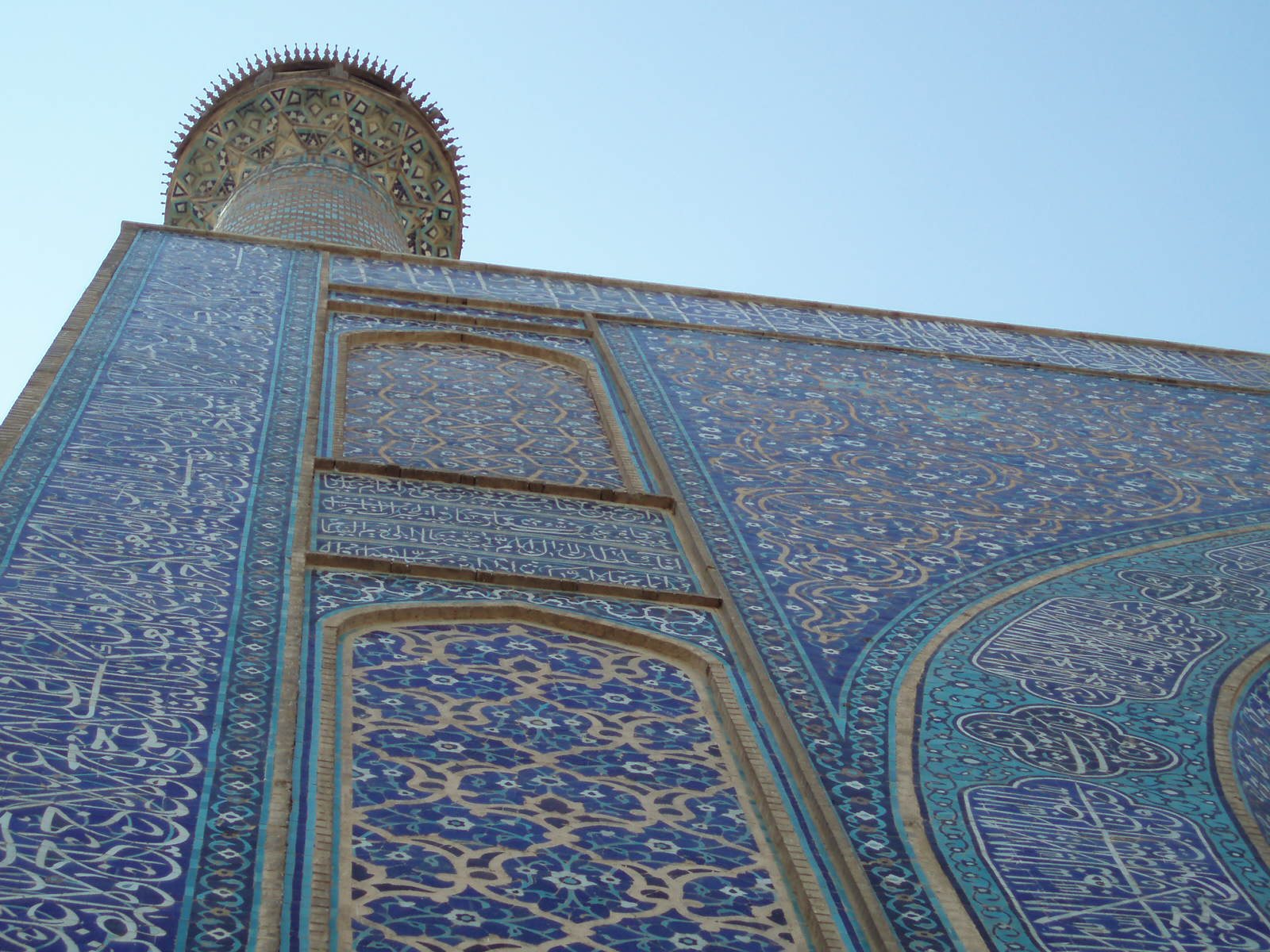
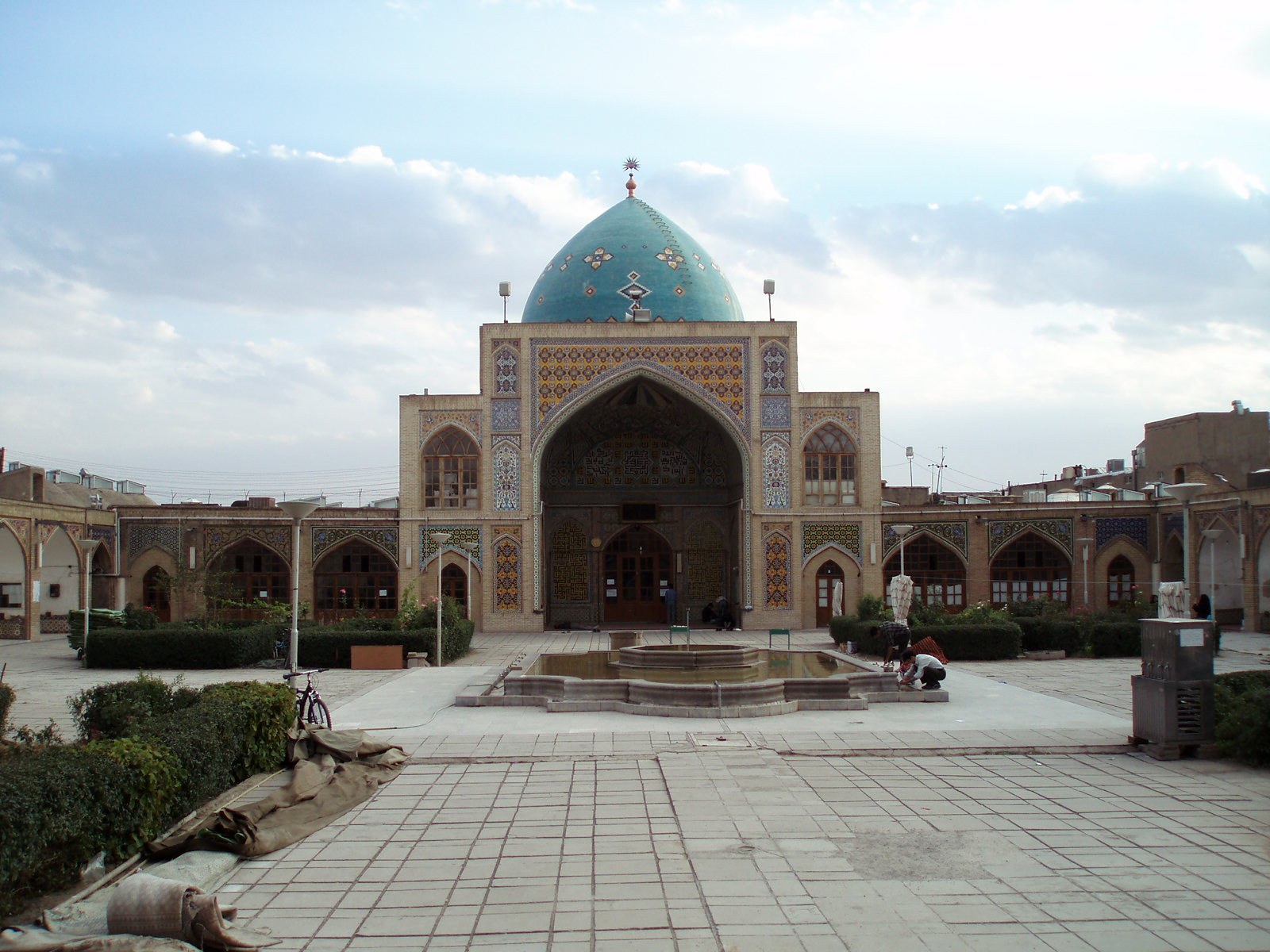